# 中華民國大陸時期
中華民國大陸時期，簡稱大陸時期，又稱民國時期、民國時代，是指自1911年10月10日武昌起义建立中華民國軍政府鄂軍都督府至1949年底中華民國政府遷台之間，中華民國中央政府（包括北洋政府、國民政府及行憲的中華民國政府）統治中国大陆或中國傳承領土的歷史時期，是中国历史上首次施行共和立憲制的時期。
20世紀初，黃花崗起義與保路运动先後爆發，清政府權力衰落。1911年10月10日，辛亥革命爆發，各省紛紛響應並宣布獨立。12月20日，孫中山等革命黨人在江宁府召開十七省代表會議，並於1912年1月1日宣布成立中華民國臨時政府，定都南京府；2月12日，南北議和後，中華民國臨時政府遷往順天府，由袁世凯擔任臨時大總統，中華民國正式繼承清朝。1913年10月，以北京為首都的中華民國政府成立，由北洋军阀掌权，史称「北洋政府」。1917年8月14日，中華民國對德意志帝國及奧匈帝國宣戰，以協約國身分參與第一次世界大戰。1919年中華民國雖以「戰勝國」身份出席巴黎和會，卻因和會上發生收回山東權利問題，導致國內爆發五四運動而拒簽《凡爾賽條約》。1926年，由中國國民黨成立的國民政府發動北伐戰爭，最終於1928年6月3日取代北洋政府，名义上统一全國。國民政府定都南京、並施行訓政，透過以黨治國的過渡方式建設國家。在北伐戰爭後期，國民政府陷入分裂和內部軍事衝突中。蔣中正實施清黨後發生四一二事件，中國國民黨與中国共产党從合作走向對抗，爆發第一次国共内战。
1930年代的中國在國民政府統治之下，交通、衛生、教育、及經濟均獲得迅速發展，被學界稱為「黄金十年」；但與此同時，日本在1931年發動九一八事變，並不斷在中國境內製造衝突，包括在攻佔中國東北後扶持建立滿洲國:302。面對日本的軍事壓力，國內輿論呼籲「停止內戰 一致對外」。1936年底西安事变後，國共兩黨開始第二次合作。1937年7月，抗日戰爭在七七事變後全面爆發；南京保卫战失利後，日軍在南京大屠殺，國民政府則暫時遷都至重慶，日本則在佔領區內建立包括汪精卫国民政府在內的數個傀儡政權。1941年12月，國民政府正式对日宣战，對日抗戰成為第二次世界大战的一環，國民政府領導下的中華民國則成為同盟國之一。1945年，同盟國戰勝日本，但抗戰期間既已存在的國共摩擦成為国共冲突。至1946年，第二次国共内战全面爆發。1947年，國民政府頒布《中華民國憲法》，改組為行憲的中華民國政府，並實施貨幣改革，試圖以政治與經濟上的革新穩固統治地位，但卻爆發惡性通貨膨脹。1948年9月至1949年6月，中國共產黨領導的中国人民解放军取得三大战役和渡江战役的勝利，並佔領首都南京以及全国經濟中心上海。1949年10月1日，中华人民共和国在北京正式成立；解放軍則繼續進攻，試圖徹底消滅中華民國政府，完成對全中國的控制。同年12月7日，中國國民黨執政下的中華民國政府遷至臺北。1950年西昌戰役後，中華民國政府基本喪失對中國大陸的統治，僅實際統治臺灣、澎湖、金門、馬祖等島嶼領土，形成現在兩岸分治的局面。
民國時期是中國歷史上的關鍵轉型時代。在這時期，中國從帝制時代走向共和時代，新舊中外勢力都牽涉其中，從辛亥革命開始到二次革命、護法運動、北伐戰爭、中原大戰、抗日戰爭、兩次国共内战，38年中並沒有真正的和平歲月；軍閥割據、戰爭和自然災害導致人口大量傷亡跟經濟損失，苏联干涉使外蒙古独立、英国干涉使西藏不受中央政府控制。面對日本入侵，國民政府初期敗退，失去近半領土的控制；但最終與其他同盟國一同战胜日本，消滅日本建立的各傀儡政權，同时取回南海诸岛的控制權，以及接管清政府割讓予日本的臺灣及澎湖群島。中華民國於第二次世界大戰後參與創建联合国，並成為聯合國安全理事會5個常任理事國之一，奠定戰後中國國際地位的基礎。此外，民國時期由於組織零散百家爭鳴，在這一時期傳入及發展的近代事物亦對社會生活產生廣泛影響，是中國歷史上一個思想、文化極其繁榮的時代，並隨著中華民國政府遷台而繼續存在。在此期間產生的文藝成果及傳播的政治思想十分出彩，對中國及整個漢語圈之後的發展產生深遠影響。

## 国号
在民國時期，中華民國在国际上通称“China”，簡稱“中國”或“民国”。1905年7月30日，孫中山在日本东京召开中国同盟会筹备会议时，在《中国同盟会盟书》中提出“驱除韃虜，恢复中华，创立民国，平均地权”的纲领，並為未來實現民權主義共和制的中國取了一個「中華民國」的國號。他後來在1916年解釋為何要稱「中華民國」，而不稱作「中華共和國」：
| “ | 諸君知中華民國之意義乎？何以不曰「中華共和國」，而必曰「中華民國」？此「民」字之意義，為僕研究十餘年之結果而得之者。歐美之共和國，創建遠在吾國之前。二十世紀之國，當含有創制之精神，不當自謂能效法於十八九世紀成法，而引為自足。共和政體為代表政體，世界各國，隸於此旗幟之下者，如希臘，則有貴族奴隸之堦級，直可稱之曰「專制共和」。如美國則已有十四省，樹直接民權之規模，而瑞士則全乎直接民權制度。雖吾人今既易專制而成代議政體，然何可故步自封，落於人後。故今後國民當奮振全神於世界，發現一光芒萬丈之奇采，俾更進而底於直接民權之域。代議政體旗幟之下，吾民所享者，祇一種代議權。若底於直接民權，則有創制權、廢止權、退官權。但此種民權，不宜以廣漠之省境施行之，故當以縣為單位。地方財政完全由地方處理之，而分任中央之政費。其餘各種實業，則懲美國托拉斯之弊，而歸諸中央。如是數年，必有一莊嚴燦爛之中華民國發現於東大陸，駕諸世界共和國之上矣。 | ” |

1923年10月20日，孙中山在廣州全国青年联合会的演講中再次强调中华民国是以「人民为主」。
臺灣政治人物梅峯認為中華民國的英文官方譯名是「Republic of China」（直譯：中華共和國）並沒有將「民」字翻譯出來，其實按照孫中山的意思，中華民國應該翻譯為「People's Republic of China」（中华人民共和国現譯名）。而後世中華民國確實易被誤解為「People's Republic of China」。

## 历史

### 民國肇建

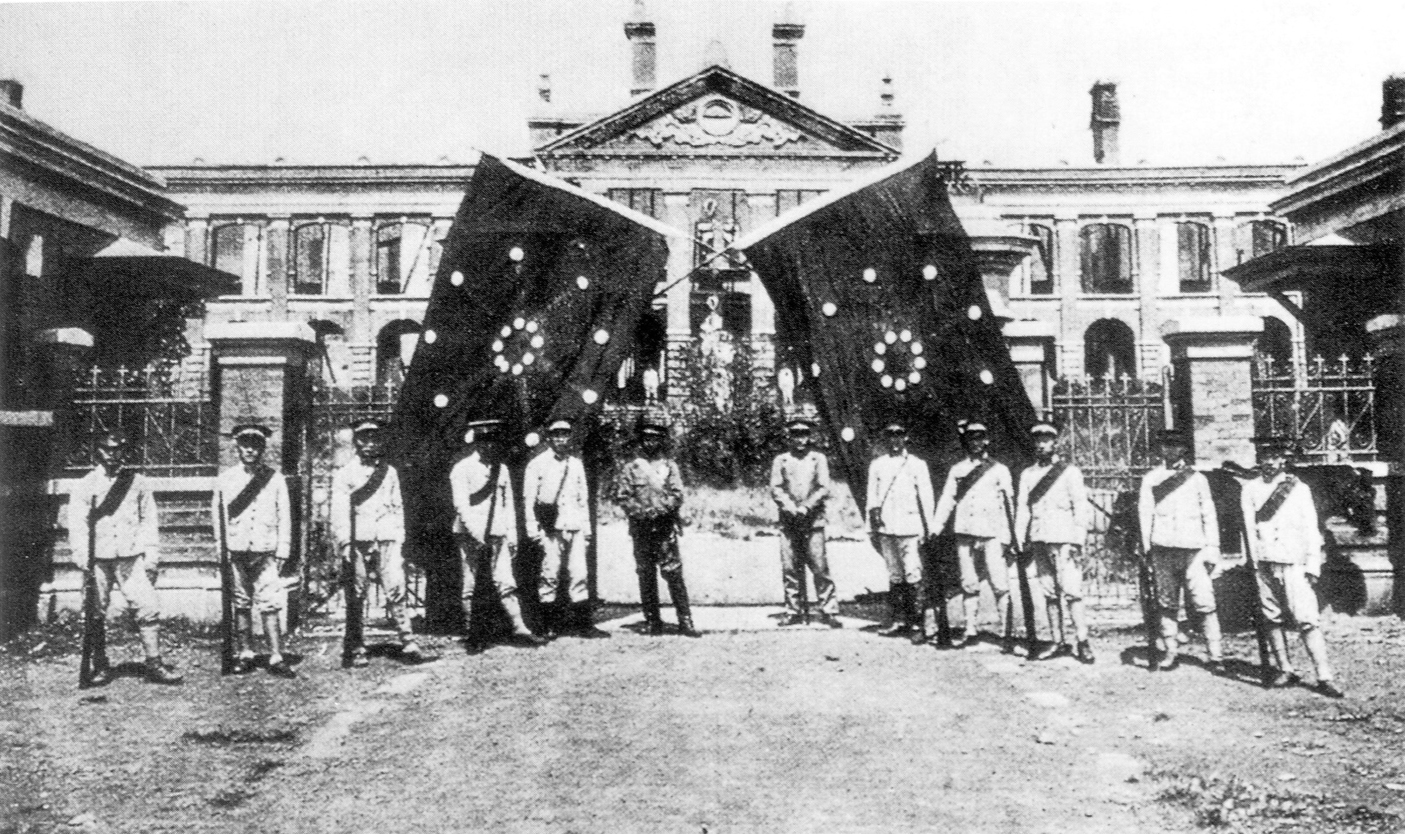
辛亥革命爆發後，革命黨人在湖北建立軍政府

清朝末年，中國内忧外患，社會動盪不安。义和团运动导致八國聯軍发动侵華戰爭迫使清政府签订《辛丑条约》，国内的部分开明人士与海外留学生成立了一些革命组织。1908年，清政府頒布《钦定宪法大纲》，宣布「十年後實行立憲」来敷衍改革呼声，但结果令立宪派大失所望，革命渐成众望所向。1911年4月27日，中国同盟会在廣東省广州府發起黃花崗起義，被清军镇压。6月17日，四川保路同志会成立，发起保路运动，由立宪派领导。
1911年10月10日，共進會和文学社成員發起武昌起义，并于次日建立中華民國軍政府鄂軍都督府。随后，中國15個省陸續宣布脫離清政府獨立，形成全國性的辛亥革命。11月17日，各省都督府代表联合会议决，承认湖北军政府为中华民国中央军政府。12月3日，中华民国第一部具有宪法性质的法律《中華民國臨時政府組織大綱》议决通过。革命党人一方面籌組中央臨時政府，一方面和清朝內閣總理大臣袁世凯进行談判，并在12月18日達成共識：如果袁世凱逼清帝退位，便推舉其为臨時大總統。12月29日，各獨立省份代表於江蘇省江宁府推舉孫中山為臨時大總統:28。同日，哲布尊丹巴呼图克图成立博克多汗国，宣布外蒙古脫離中國獨立。而西藏发生拉薩動亂，清朝官员和驻军被驱逐。随后流亡英属印度多年的第十三世達賴喇嘛回到拉薩，重掌西藏政权。
1912年1月1日，中華民國臨時政府在江蘇省南京府宣布正式成立。孫中山宣誓就任臨時大總統，黎元洪为临时副总统，黄兴任陆军部长。1月18日，孙中山代表临时政府提出《五条要约》并在报端公布。2月12日，隆裕太后在內閣總理袁世凱等大臣勸說和逼迫下，代替溥仪發表《宣統帝退位詔書》，並授權袁世凱組建臨時政府，清朝正式滅亡。2月13日，孫中山遵守承诺，向參議院辭職，並推袁世凱為大總統。

### 北洋政府

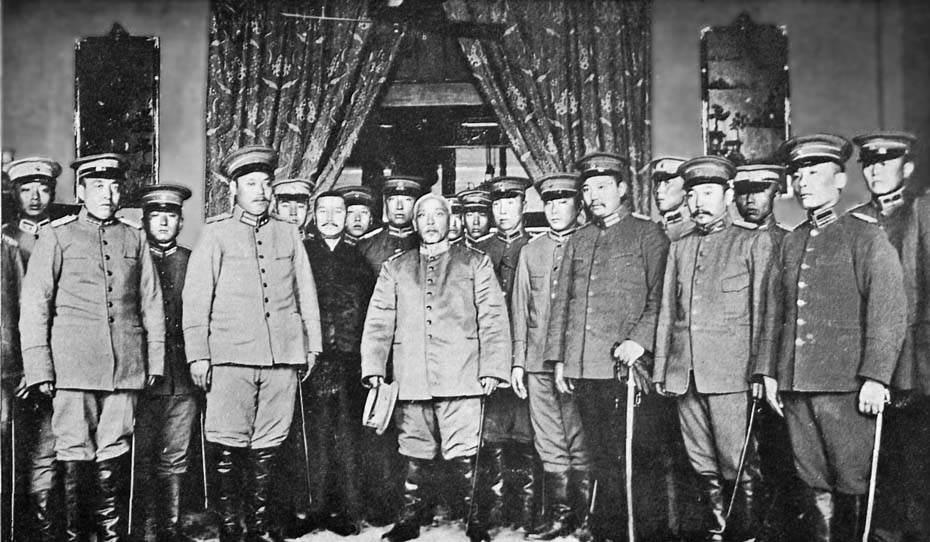
袁世凱於1912年3月10日在北京就任臨時大總統

1912年2月15日，袁世凱當選為第二任臨時大總統。3月8日，臨時參議院又通过《中華民國臨時約法》。3月10日，袁世凱在順天府宣誓就職。在年底的第一屆國會議員選舉中，宋教仁领导的國民黨獲得參眾兩院的多數席位。1913年3月22日，即將出任國務總理的宋教仁被暗殺身亡，國家政權被袁世凱等北洋军阀掌握。7月，孫中山以宋教仁遭暗殺和善后大借款喪權辱國為由，指揮南部数省發動反對袁世凱的二次革命，但以失敗告终。10月6日，袁世凱经國會選舉成为第一任中華民國大總統。10月31日，國會通過《天壇憲草》，採用內閣制來制約袁世凱的權力。随后，袁世凱以參與二次革命之罪名取締國民黨，并下令解散國會。1914年3月18日，袁世凱命令召開國民大會修改《中華民國臨時約法》，改內閣制為总统制，并于1915年12月12日宣布改國號為「中華帝國」。雲南將軍蔡锷、唐繼堯随即宣布獨立，並組織「護國軍」討伐袁世凱。1916年3月22日，袁世凱宣布取消帝制以謀求續任總統，但被護國軍拒絕。6月6日，袁世凱病逝。

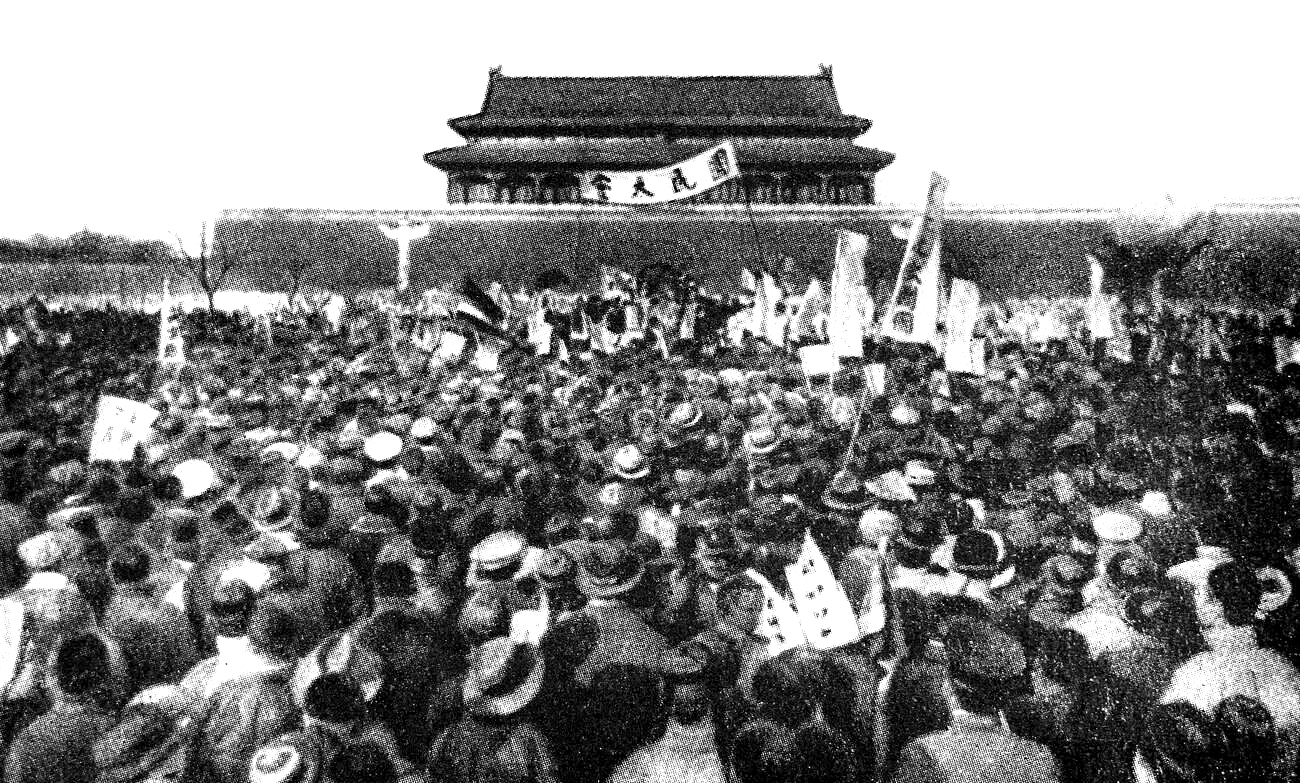
五四運動期間在天安門廣場前的抗議群眾

袁世凱之後的中央政府缺乏實力統管各地，中國进入軍閥割據時期。北洋軍閥的主要勢力有张作霖為首的奉系、段祺瑞為首的皖系和曹錕為首的直系，他們為控制北洋政府而多次混戰。此外还有阎锡山的晉系、冯玉祥的西北军、唐繼堯的滇系及陸榮廷的舊桂系等军阀割據一方。1917年，孫中山與粤系軍閥合作，在廣東省番禺縣另立中華民國軍政府，发起護法運動。1917年8月14日，由段祺瑞領導的中華民國和中華民國第一屆國會通過了《對德宣戰案》，中華民國北洋政府宣布对德意志帝國、奥匈帝國宣战，废除中德、中奥条约，收回天津，汉口德奥租界，特派一戰華工援助協約國
。同年9月22日，廣州國會非常會議承认对德宣战案。1919年，第一次世界大战结束，中華民國是戰勝國。然而北洋政府在巴黎和会上却被迫將德國在山東的租界转给日本，引發五四运动。五四運動和新文化运动對中國产生深遠的影響，部分知识分子开始寻求新的救国途径，马克思主义在中国开始受到欢迎并传播开来。10月10日，孫中山改组中華革命黨建立中國國民黨。1921年7月23日，中国共产党成立。1922年，護法運動失败后，孫中山采取聯俄容共的政策，将國民黨按照苏联共产党的模式進行改組:152，並派遣蔣中正到莫斯科進行政治和軍事培訓。蔣中正回國後參與建立黃埔軍校，並擔任校长。1925年2月，黃埔軍校師生擊潰粵系軍閥勢力。3月12日，孫中山逝世。7月，陸海軍大元帥大本營改組為國民政府。汪精卫任國民政府主席，並改編黃埔學生軍和轄下各地方部隊為國民革命軍，蔣中正任總司令。1926年7月9日，國民革命軍在廣州誓師北伐。同年，西北軍馮玉祥、晉系閻錫山先後加入國民革命軍。

### 國民政府

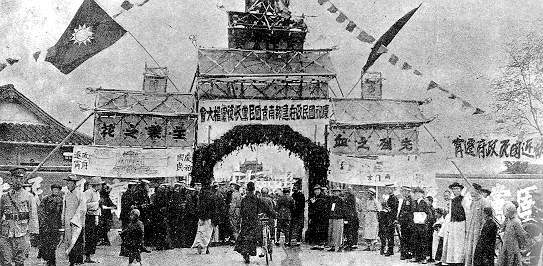
中華民國南京國民政府在1927年4月18日成立

1926年9月7日，北伐軍攻佔漢口；11月8日，攻佔江西南昌。11月11日，廣州國民政府決定北遷武漢，蔣中正則極力主張遷都他控制的南昌。1927年3月，北伐軍攻克上海與南京，以蔣中正為首的反共勢力和以汪精衛為首的容共勢力发生寧漢分裂。4月12日，蔣中正发动清黨，爆发四一二事件，并于4月18日在南京另立國民政府。7月15日，汪精衛在武汉开始分共，第一次国共合作就此结束。8月1日，中國共產黨發動南昌起義，開始武裝奪權，揭開持續十年的第一次国共内战的序幕。中共在各地建立根據地，反抗国民政府。1928年5月，国民革命军在山東濟南受到日本軍隊阻击發生五三慘案，绕道北伐。6月，北伐軍攻克京兆地方。12月29日，奉系軍閥张学良通電南京，宣稱接受國民政府管轄。標誌著國民政府取得北伐戰爭的胜利，名義上統一南北。但不久就爆发中央与地方軍閥之间的中原大戰:223，而國民黨與共產黨的軍事衝突也在持续进行。1931年，日本發動九一八事變入侵中国东北地区並建立满洲国。期间日本不斷发动一·二八事變、長城戰役、華北事變等敵對行動，而國民黨採取「攘外必先安內」的政策，一方面不断对日妥协，一方面加紧剿共。1936年12月12日，主张团结抗日的国民党将领張學良和楊虎城發動西安事变，迫使蔣中正停止剿共，并与共產黨重啟合作，共同反擊日本的侵略。共产党领导的中国工农红军改編為國民革命軍八路军與新四军:248。
1927年，中華民國定都南京後，蔣中正根據孫中山提出的《國民政府建國大綱》，實施以國民黨為國家領導核心、暫行一党制的訓政架構，並制定作為臨時憲法的《中华民国训政时期约法》，完善法律体系。這時期國民政府在外交、交通運輸、公共財政、生活、學術教育、文化上都有所作為，甚至因多方面改革成就而譽為「黃金十年」。其中國民政府除了陸續成立中央研究院、中華民國中央銀行等機構外，並且推行穩定物價、改革銀行和統一幣制等社會經濟政策。同時政府也擴大增加當時中國社會的工業和農業生產，使得工業增長率達7.7%以上。在民生生活方面，則有新生活運動。更在1932年首次派遣代表團參與夏季奧林匹克運動會:192。

### 對日抗戰

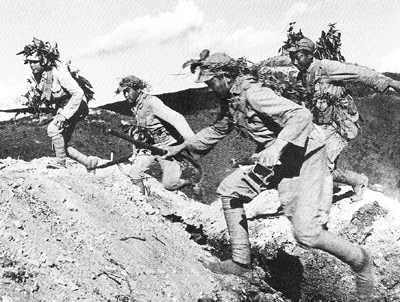
武漢會戰期間的國軍士兵

1931年9月18日，日本发动九一八事變，在100天内占领整个东北地区。1937年7月7日，日本發動七七事变，日軍从卢沟桥进攻平津地区。不久後华北沦陷，中国抗日战争全面爆發。8月13日，中日双方在上海及周边地区展开大规模会战，是为淞沪会战。12月，首都南京淪陷，日軍開始進行南京大屠杀，國民政府撤退到重慶。抗日战争期间，國民革命軍約有170萬人投入作戰。儘管國民革命軍因裝備、經濟等因素在整體戰爭中處於劣勢，但仍成功把日軍拖在中國戰場，並在部份戰役中獲得勝利。1941年12月7日，日本偷襲珍珠港開啟太平洋战争；12月8日，美国对日宣战；12月9日，國民政府對日宣戰，加入同盟國。英国也開放滇缅公路以運補物資，不過日本也相繼成立蒙疆聯合自治政府、汪精卫国民政府等傀儡政權。1943年1月9日，汪精衛政權對英美盟軍宣戰。11月，中、美、英三国元首发表《开罗宣言》，要求日本应将窃取自中国之所有领土（如满洲、臺灣及澎湖群島等）归还中华民国。
1945年7月26日，美、英与中国对日本发出《波茨坦公告》，重申《開羅宣言》，命日本无条件投降。8月初，美国在日本投下原子彈。同时，苏联对日宣战，出兵佔領中國東北。8月15日，昭和天皇宣布無條件投降，並於9月2日簽署《降伏文書》。9月9日，國民政府在南京接受日本呈交投降書，至此中華民國获得抗日戰爭的勝利，並在隔年將首都遷回南京。國民政府根据《開羅宣言》和《波茨坦公告》不仅光复抗日戰爭期間沦陷的領土和日本控制的滿洲地區，还接管南海诸岛及清朝在《马关条约》中割让给日本的臺灣和澎湖群島。國民政府經過談判廢除歷史上的不平等条约，並且和英國、美國等國改簽署平等條約。

### 国共内战

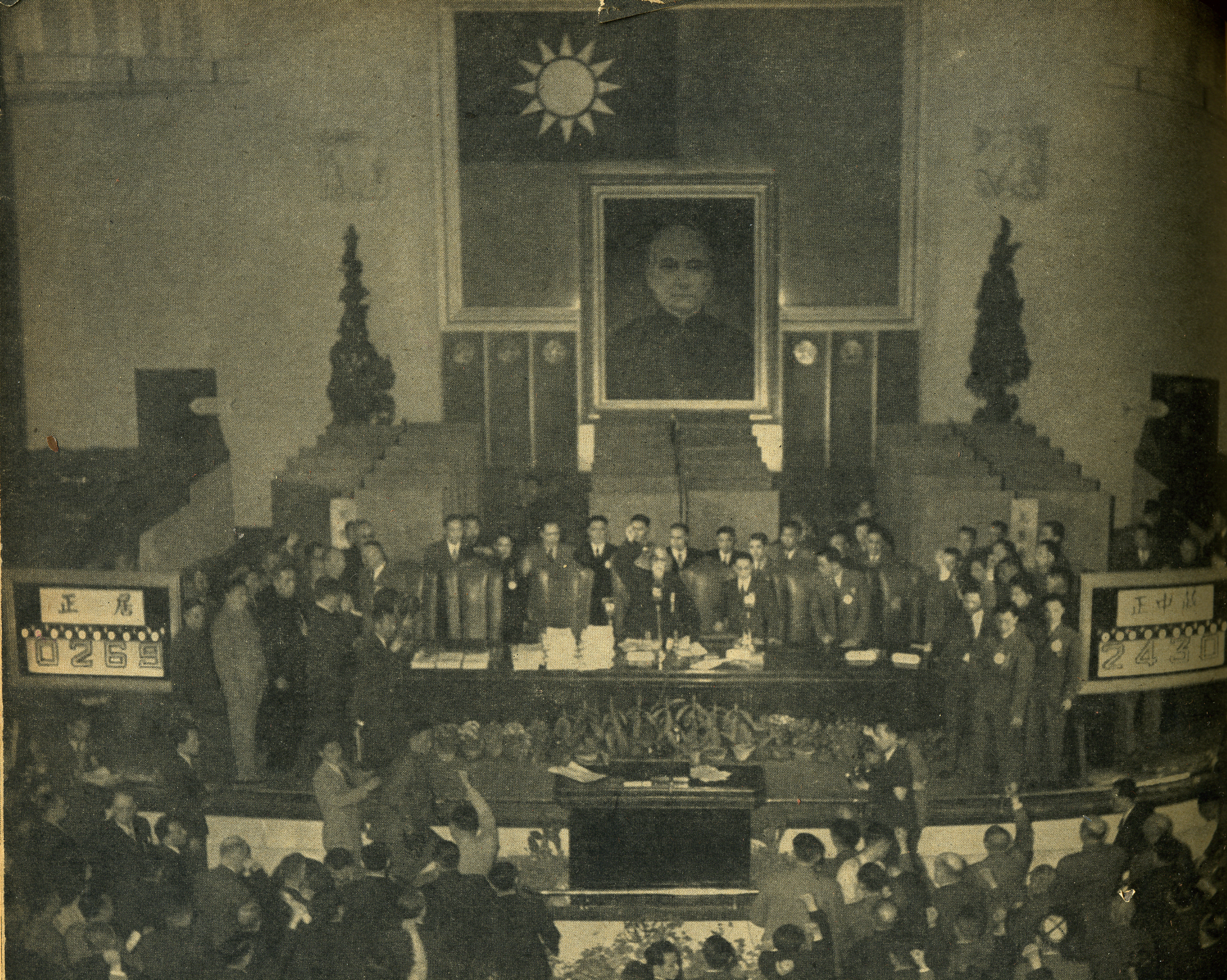
行憲後首次舉行的中華民國總統選舉

1945年開始，國民黨與共產黨便在美國斡旋下就聯合政府展开和談。1946年12月25日，國民黨主导的制憲國民大會在受到共產黨抵制的情况下，通過《中華民國憲法》。1947年初，美国調解失败后，第二次国共内战全面爆發。同時國民政府因錯誤的政策，造成中國惡性通貨膨脹，失去民心。2月28日，台湾爆发二二八事件。年底，國民政府在各界要求下正式頒布憲法、實施憲政，並改組為中華民國政府。1948年，蔣中正與李宗仁當選行憲後第一任總統及副總統，並於5月20日正式就任。

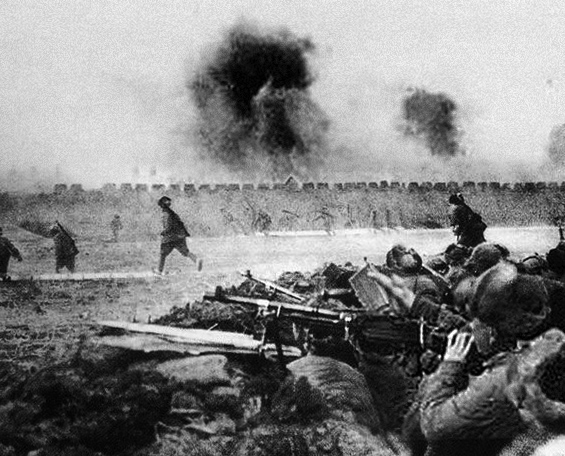
中國人民解放軍進攻錦州

1948年，共產黨开始对國民黨展开軍事戰略反攻，并将部队正式更名为「中国人民解放军」。經過三大战役後，共產黨完全控制中國東北和華北地區。1949年1月底，蔣中正宣布下野，由李宗仁代理總統職位。4月，中華民國政府和中共召開的北平和谈破裂後，解放軍发起渡江战役，并佔領首都南京及全國經濟中心上海。代总统李宗仁認為大勢已去，而经香港飛往美國；蔣中正則撤退至西南地區繼續指挥軍隊抵抗。10月1日，中共在北京成立中华人民共和国。12月，蔣中正下令已撤至西南地區的中央政府退守臺灣地區，臺北市也成為中央政府所在地。撤退途中除了將外匯和黃金儲備移往臺灣外，國軍和老百姓也跟随中華民國政府撤往臺灣。1950年4月初，西昌战役的敗北象徵著國軍失去對中国大陆的控制權，5月再失去海南岛與廣東省萬山群島，完全退出珠江流域的华南地区。至此，中華民國政府的實質統治區僅剩臺灣全境、澎湖群島、福建省金門、馬祖和浙江省舟山群岛，而中華民國在大陸的殘餘軍事力量也在同年由中共發起的全国大剿匪中被完全消滅。1955年，國軍自一江山岛撤出，中華民國政府便僅控制臺灣、澎湖、金門、馬祖等地至今。
1949年10月1日，中華人民共和國中央人民政府在北京宣告成立，至此，開啟兩岸分治的時代。

## 政治

### 中央政府
中華民國政府是中華民國的治權機構，其歷史最早可追溯至1911年肇建於湖北省武昌府的中華民國軍政府鄂軍都督府，之後歷經南京臨時政府、北京臨時政府、北洋政府、國民政府等多次政權替換。武昌起义次日，中華民國軍政府鄂軍都督府成立，黎元洪出任都督。並根據孫中山編定的《革命方略》，宣布廢除清朝「宣統」年號，改國號為「中華民國」。这是中華民國第一個省級軍政府，在中華民國正式成立前實際上扮演了中華民國軍政府的角色。
1912年1月1日，中華民國臨時政府在江蘇省南京府正式成立，這是中華民國歷史上第一個中央政府機構。《中華民國臨時約法》公布實施後，南京臨時政府由北京臨時政府繼承，直到1913年10月10日北洋政府正式成立。北洋政府是1912年至1928年代表中國的唯一合法政府，大致可分为1912年—1916年袁世凯统治时期、1916—1920年皖系軍閥统治时期、1920—1924年直系軍閥统治时期和1924—1928年奉系軍閥统治时期4个阶段。1928年國民革命軍北伐后，北洋政府被國民政府所取代。
1921年4月2日，广州中华民国政府成立，孫中山任「中华民国非常大总统」。第一次採用青天白日滿地紅旗為國旗，以反對北洋政府的法統，次年随着第二次護法運動失敗而瓦解。1923年3月2日，孫中山回廣州設立中华民国陆海军大元帅大本营，重新組建軍政府，1925年7月1日改組为國民政府。1927年，短暂分裂为南京和武汉两个国民政府。北伐成功后，南京国民政府取代北洋政府成为中華民國中央政府與最高行政机关。1948年5月20日，國民政府改組為中華民國政府並延續至今。
中華民國建立初期的國家元首稱為「中华民国临时大总统」，後改為「中華民國大總統」；北伐勝利後，中華民國大總統由「國民政府主席」取代；1947年行憲後，改稱為「中華民國總統」。孫中山是中華民國首任臨時大總統；袁世凱是首任正式大總統；首任國民政府主席是汪精卫；首任總統是蔣中正；首任总理是唐绍仪。政府首腦的職稱在北洋政府時期為「中華民國國務總理」；國民政府之後為「行政院院長」。抗日戰爭時期，國民政府軍事委員會為最高權力機關，委員長為蔣中正。

### 地方割据及分離主義
在中央政府控制的地區之外，當時在中華民國政府宣稱的版圖內還存在著許多地方割據政權和分離主義勢力，其中宣布獨立的政權有外蒙古政權、西藏政權等，而共產黨政權以及日本扶植的一系列傀儡政權也紛紛建國。
| 大蒙古國（1911—1915、1921—1924）→ 蒙古人民共和國（1924—1992） 1911年12月29日，外蒙古王公成立共戴蒙古国，宣布脫離清朝獨立，以第八世哲布尊丹巴呼圖克圖为博克多汗。1915年6月9日，因《中俄蒙協約》的簽訂而取消獨立，宣布歸附中華民國並實行「自治」。1919年徐树铮出兵迫使外蒙古撤销自治。1921年，由亞洲騎兵師率領的白俄驅逐中國勢力，蒙古國家的独立得以恢復，同时蒙古爆发了革命，白军随后被蒙古人民军联合苏俄红军消灭。1924年博克多汗逝世後，蒙古在11月26日制定憲法，正式廢除君主立宪制並建立社会主义的蒙古人民共和国。1945年举行独立公投。1946年1月5日，中華民國正式承認外蒙古獨立。 - 圖瓦人民共和國（1921—1944） 1911年，外蒙古宣布脫離清朝獨立，唐努乌梁海仍為外蒙古統治。而後沙俄趁機慫恿當地親俄勢力成立烏梁海共和國並令其脫離外蒙古。1914年，沙俄建立保護國烏梁海邊疆區。1917年，俄國爆发十月革命。1919年，北洋政府恢復對包含圖瓦在內的外蒙統治。1920年1月，白俄重新佔領圖瓦。1921年8月14日，布尔什维克驅逐白俄勢力並建立「唐努—圖瓦人民共和國」。1926年，苏联和蒙古人民共和國簽訂條約，將其改名為「圖瓦人民共和國」，並肯定其獨立地位。1944年10月11日，圖瓦人民共和國加入蘇聯。 | 圖瓦人民共和國                            |
| 西藏（1912—1951） 1911年，武昌起義爆發，中国本土各省纷纷宣布脫離清朝統治獨立。消息传到西藏，引发第一次驅漢事件。1912年12月，流亡英属印度的第十三世達賴喇嘛回到拉薩，噶廈政府驅逐清朝大臣及駐軍，宣布獨立。1913年1月11日，第十三世達賴喇嘛派人在蒙古庫倫簽訂《蒙藏條約》，互相承認獨立。10月，西藏、英国和北洋政府的代表在西姆拉举行三方会谈。1914年3月，英方代表亨利·麥克馬洪以支持西藏獨立為條件，換取西藏方面接受麥克馬洪綫。7月3日，北洋政府退出談判，当日英國與噶廈政府簽署《西姆拉條約》。1917年，第一次康藏糾紛爆发，藏军攻破昌都。在英國仲裁下，北洋政府与西藏政府於8月19日簽定《中藏昌都停戰條約》。1920年，第二次康藏纠纷爆发，西藏政府实际控制康區。在英属印度的斡旋下，國民政府与西藏政府达成和解。1949年中華民國國民政府蒙藏委員會拉薩辦事處的職員被西藏噶厦政府驅離西藏。 | 藏區                                      |
| 东突厥斯坦（1933—1934、1944—1946） - 1933年11月12日，東突厥斯坦第一共和國在新疆省喀什噶爾地區成立，是一個伊斯兰共和国。1934年2月6日，被回族军阀马仲英所摧毀。 - 1944年8月，新疆省北部的伊犁、塔城、阿山三个地区爆发革命。艾力汗·吐烈在苏联支持下成立東突厥斯坦第二共和國，首都伊寧，1946年6月终结。 | 東突厥斯坦伊斯蘭共和國 · 東突厥斯坦共和國 |
| 中国共产党革命根据地（1927—1949） 1927年，第一次国共合作破裂后，中国共产党采取武装夺权，并在中華民國境内先后建立了井冈山革命根据地、中央革命根据地以及中華蘇維埃共和國、中华苏维埃共和国西北联邦、中華蘇維埃人民共和國等苏维埃政权。1937年9月6日，「中华苏维埃人民共和国中央政府西北办事处」更名「中华民国陕甘宁边区政府」，成为中华民国的一个特别行政区。1937年至1945年抗日戰爭期间，中國共產黨在日本占领区建立多处抗日根據地，第二次国共内战时期中国共产党将其控制区改称为解放区。 |                                           |
| 中華共和國（1933—1934） 1933年，陳銘樞、李濟深等中國國民黨內反蔣左派及國民革命軍第十九路軍在福建发动閩變，建立「中華共和國人民革命政府」，但未获得支持或承认。歷時五十餘日，于1934年初被國民政府平定。 |                                           |
| 日本傀儡政权（1932—1945） - 日本侵华后，對中國採用「分而治之」的政策，在各地扶持成立效忠日本的傀儡政權。1932年，日本结合部分清朝宗室以及漢人將領和權貴在中国东北地区建立满洲国，首都設於新京（今長春）。領土包括現今中國遼寧、吉林和黑龍江三省全境以及内蒙古自治区東部、河北省承德市。1945年8月，日本投降后，溥仪舉行退位儀式，宣讀《退位詔書》，滿洲國正式滅亡。 - 1937年，日本全面侵华后在中华民国境内建立多个傀儡政权，如冀東防共自治政府（1935—1938）、華北臨時政府（1937—1940）、蒙古联盟自治政府（1937—1939）、晋北自治政府（1937—1939）、察南自治政府（1937—1939）、中華民國維新政府（1938—1940）等。1940年，投靠日本的汪精卫等中國國民黨黨員在南京建立「中華民國國民政府」:532，汪精衛擔任國民政府代主席及行政院院長，周佛海和李士群為主要成員，使用青天白日滿地紅旗作為旗幟。1943年1月9日，汪精衛國民政府對英美盟軍宣戰，1945年抗戰結束後瓦解。 | 滿洲國                                    |

| 旗帜 | 名称   | 背景               | 活跃时间  | 主要控制地区   | 代表人物                                       | 扶植该势力的列强 | 形势图 |
| ---- | ------ | ------------------ | --------- | -------------- | ---------------------------------------------- | ---------------- | ------ |
|      | 皖系   | 北洋派             | 1916—1925 | 安徽           | 段祺瑞、倪嗣冲、徐树铮、段芝貴、卢永祥         | 大日本帝国       |        |
|      | 直系   | 北洋派             | 1917—1926 | 直隸           | 馮國璋、曹錕、吴佩孚、齐燮元、孫傳芳           | 美国、 大英帝国  |        |
|      | 奉系   | 北洋派             | 1916—1928 | 奉天           | 张作霖、张学良、張宗昌                         | 大日本帝国       |        |
|      | 西北军 | 北洋派             | 1921—1930 | 陝西           | 冯玉祥、韓復榘、宋哲元、杨虎城                 | 苏联             |        |
|      | 晉系   | 北洋派             | 1911—1949 | 山西           | 阎锡山                                         | 大日本帝国       |        |
|      | 川军   | 北洋派             | 1919—1938 | 四川           | 劉湘、刘文辉、鄧錫侯、楊森                     |                  |        |
|      | 黔系   | 北洋派             | 1920—1926 | 貴州           | 袁祖銘、王家烈、王天培、周西成、劉顯世、彭漢章 |                  |        |
|      | 舊桂系 | 無                 | 1916—1925 | 廣西           | 陸榮廷、沈鴻英                                 |                  |        |
|      | 新桂系 | 中國國民黨         | 1922—1953 | 廣西           | 李宗仁、白崇禧、黃紹竑                         |                  |        |
|      | 滇系   | 民治黨             | 1916—1927 | 雲南           | 唐繼堯、龙云、盧漢                             | 法兰西第三共和国 |        |
|      | 湘系   | 中國國民黨         | 1916—1937 | 湖南           | 赵恒惕、唐生智、何鍵                           |                  |        |
|      | 粤系   | 中國國民黨         | 1920—1925 | 廣東           | 陈炯明、龙济光、陳銘樞、張發奎、陳濟棠、余漢謀 |                  |        |
|      | 马家军 | 穆斯林             | 1872—1949 | 甘肅           | 马安良、馬廷賢                                 | 無               |        |
| 寧夏 | 马家军 | 穆斯林             | 1872—1949 | 馬鴻逵、马鸿宾 |                                                | 無               |        |
| 青海 | 马家军 | 穆斯林             | 1872—1949 | 马步青、马步芳 |                                                | 無               |        |
|      | 新疆系 | 新疆民众反帝联合会 | 1933—1944 | 新疆           | 盛世才                                         | 苏联             |        |

### 法律制度
《中華民國憲法》是中華民國的根本大法，依據孫中山的三民主義與五權憲法的理論基礎建立。三民主義主張各民族和他國之間平等相處的民族主義、公民得以行使政治權利管理政府的民權主義，以及政府應為人民服務且建構繁榮經濟社會的民生主義，因此《中華民國憲法》明确指出中華民國為「民有、民治、民享之民主共和國」。而五權憲法則確立司法制度獨立於其他行政權、立法權、考试權及監察權。憲法除了明確規定五權分立的中央政府體制與地方自治制度，還明示中央政府與地方政府權限劃分採取均權制度以及明列基本國策等。
民國元年（1912年）3月11日，孫中山公布《中華民國臨時約法》作為國家的臨時基本法。它在中國歷史中第一次將「主權在民」的思想立入法規。民國2年（1913年），中華民國第一屆國會提出《中華民國憲法草案》（又稱天壇憲草）。民國3年（1914年），袁世凱將國會解散，於5月1日公布《中华民国约法》（袁記約法）。民國8年（1919年），段祺瑞執政期間提出過一部《中華民國憲法草案》（八年草案）。民國12年（1923年），曹錕任中華民國大總統期間公布一部《中華民國憲法》（曹錕憲法）。民國14年（1925年），段祺瑞再次執政時又提出過一部《中華民國憲法草案》（十四年草案）。民國17年（1928年），中國國民黨統一中國後，於10月3日由中國國民黨中央常務委員會通過了《訓政綱領》，在民國20年（1931年）5月5日召開的國民大會中通過了《中华民国训政时期约法》。民國25年（1936年）5月5日，國民政府籌畫《中華民國憲法》草案並發表五五憲草，這是今天《中華民國憲法》的雛形。民國35年（1946年）12月25日，《中華民國憲法》經國大三讀通過，並於民國36年（1947年）元旦公布、於同年12月25日施行。自此，中華民國結束訓政時期，正式進入憲政時代。但国共内战导致許多條文失去效力。
1912年，中華民國成立後，北洋政府以「原則上承繼前清法制」的方式作為過渡。1913年2月21日，司法部通令各省改组法院：“在各省省城设高等审判厅，在地区级行政区及商埠设地方审判厅，县级地方设初级审判厅”。民國16年（1927年）10月，南京國民政府公布《最高法院組織暫行條例》，實行四級三審制。「四級」即在中央設最高法院，在地方設高等法院，地方法院，在不設地方法院的縣設司法處；「三審」即同一案件可經三級法院審判。規定在最高法院設置檢察署，各級檢察廳一律撤銷。根據這個條例，各省高等審判廳改為高等法院，地方審判廳改稱地方法院。各級檢察廳改為檢察處，廢去廳長職務，另設首席檢察官。檢察處為各省省府的一部分，受司法部和省政府的指揮監督。民國21年（1932年）10月頒布《法院組織法》，規定中央和地方的普通審判機關，由原來的四級改為三級，即：中央設最高法院，省設高等法院，縣設地方法院。

### 政治党派
1912年3月，北京临时政府颁布的《中华民国临时约法》中规定：“人民有言论、著作、刊行及集会、结社之自由”，第一次以法律的形式规定了人们结社组党、参加政治事务的自由与权利，给政党的兴起提供了比较有利的社会环境。随着章太炎等组建统一党，中国同盟会改组为体制内政党，民国初期的政党如雨后春笋般涌现。其中，影响力比较大的政党有：國民黨、進步黨、中國國民黨、中国共产党、中國青年黨和中国致公党等。
- 中國國民黨黨旗
- 中国共产党黨旗
- 中國青年黨黨旗
- 中國民主社會黨黨旗
- 中国致公党蓝白井字旗

1912年8月，宋教仁聯合统一共和党、国民共进会、國民公黨和共和實進會組成國民黨，目標是依據《中華民國臨時約法》組成國民黨的內閣，掌握政治實權。在1912年末国会參議院與眾議院选举中，国民党赢得兩院45%多數議席:112。1913年3月，宋教仁在出任内阁总理前被暗杀身亡:86。同年4月，國會正式開幕。為进一步对抗国民党，黎元洪领导的共和党、梁启超领导的民主党、张謇领导的统一党於5月29日合并為为进步党:112。同年11月，袁世凯將国民党定為非法組織，下令解散。孙中山后联系部分国民党力量，组建中華革命黨。1919年10月10日，孫中山将中華革命黨改组為中國國民黨。1925年，中國國民黨组建国民政府开始北伐，并于1928年推翻北洋政府，正式統一中國。1949年，撤往臺灣地區。
中国共产党于1921年7月23日在浙江省嘉兴市南湖成立，北伐时期与国民党合作践行「反帝反封建」宗旨，期间部分共产党员以个人身份加入国民党。1925年，孫中山逝世后，国共合作逐漸动摇。1926年，国民党誓师北伐，共产党人领导的北伐军亦加入北伐。1927年4月12日，时任國民革命軍總司令的蔣中正在南京成立军事政府，由此导致宁汉分裂，而后实施清党，國民黨右派正式與中國共產黨決裂。1927年8月1日，中国共产党发动南昌起義，1928年4月28日朱毛红军在井冈山會師，逐渐在贛南、闽西等邊區建立蘇區，历经1930—1933年间国民党五次围剿和1934—1936年间长征（此段时间亦被称为第一次国共内战）。
中国国民党与中国共产党在八年抗战期间建立抗日民族統一戰線，共同抗击日本，即第二次国共合作。1945年后两党展开和平谈判，逐步召开了政治协商会议并于重庆签署雙十協定以避免内战，但随后由于双方军事冲突，内战重开，国民革命军随后占领由中国共产党所控制的張家口及延安等城市。1946年，国民政府召开制憲國民大會，正式行憲，而中国共产党与中国民主同盟等党派拒绝承认。1949年，中国共产党及其领导的中国人民解放军在第二次国共内战中取得大势，于北京宣布建立中华人民共和国。至1951年，中国人民解放军通过西南战役、海南島戰役等战役控制余下大陆地区，结束中國國民黨及中华民国政府在中国大陆的统治。
中国青年党于1923年在法国巴黎創立，1929年8月20日，青年黨在香港召開第四次黨員代表大會，自此公開以「中國青年黨」進行活動。1937年，抗日戰爭全面爆發後，青年黨以抗日為名與中國國民黨開始合作，1938年參與重慶國民政府的国民参政会並取得合法地位。中国青年党曾是中國現代史上僅次於中國國民黨和中國共產黨的第三大政黨，1949年隨中華民國政府遷往臺灣。
中國民主社會黨淵源甚早，1912年中華民國建國，梁啟超統合共和黨、統一黨和民主黨組織為進步黨，是當時國會第一大黨，學者张东荪雖未入黨，然參與密切。1932年，張東蓀與张君劢組織中國國家社會黨（民社黨前身），創辦《再生》周刊，反對國民黨「黨外無黨」的一黨專政態勢，要求國民黨終止訓政階段，施行憲政。國社黨傳承自「研究係」而來，參加重慶國民政府的國民參政會。然而，第二屆國民參政會名單公佈後，非國民黨人士縮減，1941年國社黨與青年黨、中華民族解放行動委員會（後改名為中国农工民主党）、中国人民救国会、中华职业教育社組織與無黨派人士組成中國民主政團同盟，希望能成為有力的政治勢力，制衡國民黨，國社黨為重要成員之一。
第二次世界大战後，中國國家社會黨退出民盟，與同屬梁啟超系統的民主憲政黨合併，於1946年8月15日正式成立中國民主社會黨，1947年，張君勱被推选為黨主席，參與制憲國民大會。張東蓀亦因此與張君勱決裂，孙宝刚、孫寶毅、伍宪子與沙彦楷等人則組織「中國民主社會黨革新派」，反對參與國民政府，不久解散，1948年，又有人另組「中國自由社會黨」，終未成氣候。當時，由於中國民主社會黨與中國青年黨共同參與制定《中華民國憲法》，因而有國民黨、民社黨、青年黨三黨為三個合法政黨的說法。1950年被中華人民共和國政府宣布为非法組織。
中國致公黨的前身是華僑社团“美洲洪門致公堂”发起的旨在维护华侨的正当权益的海外組織，其早期会员多来自海外洪门三合會人士。1925年10月10日中國致公黨正式在美国旧金山成立，陈炯明為总理、唐繼堯為副總理。1947年5月，致公黨在香港舉辦致公黨第三次代表大會，決議參加中國共產黨倡導並領導的人民民主統一戰線。
中国农工民主党前身是国民党左派于1928年初在上海成立的“中华革命党”，于1947年2月改为现名，并选举章伯钧为中央执行委员会主席。现在致公党、农工党同属中华人民共和国的民主党派。

## 疆域
1912年，《中華民國臨時約法》第三条规定：“中华民国领土为二十二行省、内外蒙古、西藏、靑海。”；1931年，《中华民国训政时期约法》第一条规定：“中华民国领土为各省及蒙古西藏。”；1946年，內政部会同海军部和廣東省政府委派萧次尹和麦蕴瑜分别为西沙群岛和南沙群岛专员收復南海诸岛，并举行光復仪式、在岛上立主权碑、派兵驻守、绘制南沙群岛地图、重新命名南沙群岛及其群体和个体的名称、编写和出版南沙群岛地理志。1947年，内政部重新命名包括南沙群岛在内的南海诸岛全部岛礁沙滩名称共159个，并公布施行。1947年，《中華民國憲法》第四條規定：「中華民國領土依其固有之疆域」，但並未明文定義其範圍。中華民國大陸時期曾经主张的陆地最大面積為11,357,488平方公里，名义上曾是全球陆地面积第二大國家，國民政府1946年承認外蒙古獨立後，排除蒙古地方面積至9,736,288平方公里，至遷臺之前中蒙邊界尚未劃定。其疆域最北原為唐努乌梁海之薩彥嶺脊；东至黑龙江與乌苏里江合流處；南至南沙群島之曾母暗沙海域；西至帕米爾高原的噴赤河。

### 行政區劃
民國元年（1912年），全國共劃分為22個省以及外蒙古、內蒙古、青海地方、西藏地方、阿爾泰區域、塔尔巴哈台共有28個省級行政區。民國2年（1913年）1月8日，中華民國臨時政府公布「劃一令」，確立省、道、縣三級行政區制度。省级行政单位分为省、特別行政區、地方以及直轄市。民国3年（1914年），北洋政府新設四个特别区、四个地方、两个省級商埠以及塔爾巴哈臺、阿爾泰、伊犁三个地区，共有35個省級行政區。1924年5月，從蘇俄收回東清鐵路附屬地，設置東省特别區。民國15年（1926年），塔爾巴哈臺、阿爾泰、伊犁三个地区被併入新疆省。
民國16年（1927年），國民政府定都南京以後，廢除道，另设行政督察區。将直隸和奉天两省改为河北和遼寧；裁撤京兆地方并入河北省；將熱河、察哈爾、綏遠、川邊四个特别区和青海地方改为省，其中川邊特別區改为西康省，新设寧夏省。1930年，自英国收回租借地，设置威海衛行政區，並先後設置南京、上海、北平、天津、青島、武漢（後改名為汉口）、廣州（後降為省轄市，抗日戰爭勝利後再升格）、西京（後降為省轄市，抗爭勝利後改稱西安並再升格）、重慶（抗戰期間設置）等9個特別市。至抗戰爆發前，共有38個省級行政區。
民國34年（1945年），抗日戰爭勝利以後，自日本接管臺灣，並取回東北地區的控制權。東北地區依《東北新省區方案》劃設9省3市，威海衛行政區改為省轄市，同时承認外蒙古独立。民國36年（1947年），共有35省12直轄市1地方。民國38年（1949年），以海南岛及南海諸島區域設置海南特別行政區。
| 類別       | 數目 | 中華民國一級行政區（北洋政府） | （中華民國國民政府自東北新省區方案之後的法理行政區劃地圖） |
| ---------- | ---- | --- | ---------------------------------------------------------- |
| 省         | 22   | 直隸、奉天、吉林、黑龍江、山東、河南、山西、江蘇、安徽、江西、福建、浙江、湖北、湖南、陝西、甘肅、新疆、四川、廣東、廣西、雲南、貴州                                                                                 | （中華民國國民政府自東北新省區方案之後的法理行政區劃地圖） |
| 商埠       | 2    | 胶澳商埠、淞滬商埠 | （中華民國國民政府自東北新省區方案之後的法理行政區劃地圖） |
| 特别行政区 | 4    | 川邊特別區、热河特别区、察哈尔特别区、綏遠特別區 | （中華民國國民政府自東北新省區方案之後的法理行政區劃地圖） |
| 地方       | 4    | 西藏地方、蒙古地方、青海地方、京兆地方 | （中華民國國民政府自東北新省區方案之後的法理行政區劃地圖） |
| 地区       | 3    | 阿爾泰區域、塔城地区、伊犁地区 | （中華民國國民政府自東北新省區方案之後的法理行政區劃地圖） |
| 類別       | 数目 | 中華民國一級行政區（國民政府） | （中華民國國民政府自東北新省區方案之後的法理行政區劃地圖） |
| 省         | 35   | 江蘇、浙江、安徽、江西、湖北、湖南、四川、西康、福建、廣東、廣西、雲南、貴州、河北、山東、河南、山西、陝西、甘肅、寧夏、青海、綏遠、察哈爾、熱河、遼寧、吉林、黑龍江、安東、遼北、松江、合江、嫩江、興安、新疆、臺灣 | （中華民國國民政府自東北新省區方案之後的法理行政區劃地圖） |
| 直轄市     | 12   | 南京、上海、北平、青島、天津、重慶、大連、哈爾濱、漢口、廣州、西安、瀋陽 | （中華民國國民政府自東北新省區方案之後的法理行政區劃地圖） |
| 特別行政區 | 3    | 威海衛行政區、東省特別區、海南特別行政區 | （中華民國國民政府自東北新省區方案之後的法理行政區劃地圖） |
| 地方       | 2    | 西藏地方、蒙古地方 | （中華民國國民政府自東北新省區方案之後的法理行政區劃地圖） |

### 首都变迁
1912年，中華民國臨時政府在江蘇省南京府成立，南北議和後遷至順天府，此後的臨時政府和北洋政府都是以北京作為中華民國首都。1928年，國民政府完成北伐後，定都南京，並且在1931年制定的《中華民國訓政時期約法》第五條中明文規定國都設立在南京市，確立南京的首都地位。1937年7月，抗日戰爭全面爆發。11月21日，國民政府宣布將所有中央政府機構遷往重慶。而軍事作戰中心則是先遷往漢口，並且在武汉会战爆發後再遷往重慶。抗戰勝利後國民政府發布「還都令」，宣布1946年5月5日「凱旋南京」。第二次国共内战中，中華民國首都因战局而多次遷移，最终于1949年12月7日遷至臺北。

### 主要城市
中華民國建立初期將原有的「府」改制為「縣」，當時曾有部分地方的縣推動市制，但皆被北洋政府擋下。1921年2月，中華民國軍政府将廣州改設为「市」，開啟全國各地實施市制的風潮。同年7月3日，北洋政府頒布《市自治制》，将「市」分為「特別市」與「普通市」兩種。全國共有京都（今北京）、津沽（今天津）、淞滬（今上海）、青島、哈爾濱、漢口（今武漢）等6個特別市。1930年，國民政府頒布《市組織法》，將「市」分為「省轄市」和「院轄市」。省轄市則與縣同級，院轄市與省同級，要求人口需达到一百萬人，但也有例外。1948年，《中華民國憲法》公布後，院轄市改稱「直轄市」。1949年前，全國一共有12個院轄市：
| 編號 | 行政區 | 簡稱 | 設立年 | 面積 (km²) | 人口 （1948年） | 地區 |    | 編號     | 行政區 | 簡稱   | 設立年 | 面積 (km²) | 人口 （1948年） | 地區 |
| ---- | ------ | ---- | ------ | ---------- | --------------- | ---- | -- | -------- | ------ | ------ | ------ | ---------- | --------------- | ---- |
| 51   | 南京市 | 京   | 1927年 | 465        | 1,030,572       | 華東 | 57 | 大連市   |        | 1945年 | 149    | 722,950    | 東北            |      |
| 52   | 上海市 | 滬   | 1927年 | 494        | 4,300,630       | 華東 | 58 | 哈爾濱市 |        | 1946年 | 803    | 637,573    | 東北            |      |
| 53   | 北平市 | 平   | 1928年 | 716        | 1,672,438       | 華北 | 59 | 漢口市   | 漢     | 1927年 | 133    | 641,513    | 華中            |      |
| 54   | 青島市 | 膠   | 1929年 | 950        | 759,057         | 華北 | 60 | 廣州市   | 穗     | 1947年 | 252    | 960,712    | 華南            |      |
| 55   | 天津市 | 津   | 1928年 | 185        | 1,707,670       | 華北 | 61 | 西安市   | 鎬     | 1948年 | 207    | 502,988    | 西北            |      |
| 56   | 重慶市 | 渝   | 1939年 | 328        | 1,002,787       | 西南 | 62 | 瀋陽市   |        | 1947年 | 262    | 1,094,804  | 東北            |      |

注：廣州、西安、瀋陽等三個城市兼具院轄市與省会的雙重地位；廣州曾於1930年設直轄市，後撤銷；大連、哈爾濱、瀋陽未有簡稱。

## 外交

### 北洋政府

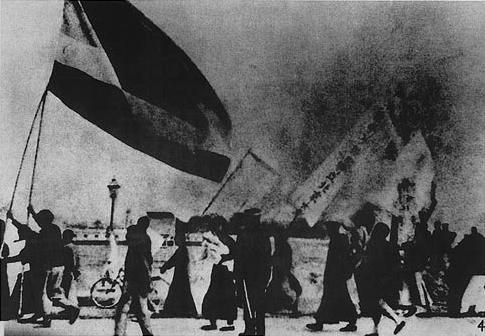
北京學生在五四運動期間發起示威行動

自辛亥革命推翻清朝後，中國陷入地方割據与战乱之中。1913年，中華民國大總統袁世凯为換取沙俄的援助和承認北洋政府，與其簽訂《中俄蒙协约》。自此，俄人勢力入侵外蒙古。同年，袁世凱的北洋政府为解決國庫空虛的問題，向英、法、德、俄、日五國銀行團借款高達二千五百萬鎊，并同意以鹽稅、海關稅抵押，將鹽務交給外人交辦，被認為是喪權辱國。1914年5月29日，日本脅迫袁世凱簽訂「中日朝鮮南滿往來運貨減稅試行辦法」六款，東北商業遂被日人所壟斷。二次革命後，袁世凱恐日本援助孫中山，特派孫寶琦、李盛铎二人赴日本疏通，日本借機提出東北五鐵路之建築權相要挾。7月，第一次世界大战爆发。9月，日本借口参加第一次世界大戰，對德國宣戰。最初，袁世凱宣布中華民國中立，並禁止德、日在中國領土交戰，但在日本威脅下，承認山東東部為交戰區。日軍在山东登陆后，没有集中兵力攻打德军，反而向西佔領青島至濟南的山東鐵路全線。這時中國孤立無援，英國、俄國都默許日本的入侵，美国即使同情中國，也不願與日本對立:108-109。1915年1月7日，北洋政府要求日軍撤退回國，或暫照《胶澳租借条约》留駐青島。日本以歐美各國無暇顧及遠東，復窺袁世凱稱帝野心，於1月18日由日本駐華公使日置益面向袁世凱提出二十一条要求，日军占领青岛直到1922年。1917年3月14日，中国與德国斷交。同年8月14日，代理大總統馮國璋發佈《大總統布告》，正式宣布對德、奧宣戰。1919年9月15日，中國宣布終結對德戰爭，然而中华民国作为戰勝國在巴黎和会上却不能保护国家利益—中國要求索回德國強占的山东半岛主權，但英、法、却將德國的利益轉送給日本，引发五四运动。中國代表只能拒绝在和約上簽字，以示抗议。

### 国民政府

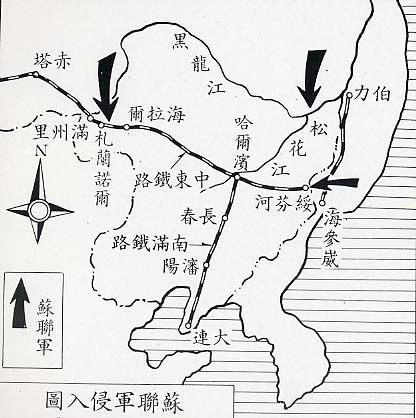
1929年，蘇軍入侵中国东北地区

1928年5月，日本蓄意制造五三慘案。惨案发生后，日方否认屠杀中国军民，反而要求國民政府道歉、赔偿、惩凶。5月10日，國民政府派伍朝樞立即赴美尋求幫助。5月11日，日军攻佔濟南。5月15日，美國公開表示對日不滿。但直至次年3月，國民政府與日本政府簽訂《中日济案协定》之後，日軍才退出濟南。1928年6月，国民政府外交部长王正廷发动了一场以修订不平等条约为中心的“革命外交”，包括恢复关税自主权、取消治外法权、收回租界、收回租借地，以及收回铁路利权、内河航行权、沿海贸易权等。1929年7月，甫接手东北事务的张学良积极响应，决心收回苏联控制的中东路。开始驱逐中东铁路苏联职员，查封哈尔滨市内的苏联商业机构，导致苏联政府宣布与国民政府断交。8月14日，苏联开始沿中东路一线向中国进攻，中国军队损失巨大。张学良不得不在11月26日要求停战，并于12月20日签订《伯力会议议定书》，恢复苏联在7月10日以前在中东铁路的一切权益。
1931年，九一八事變爆发，日本入侵中国东北。国民政府一方面向日本提出“嚴重抗議”，一方面“訴之國際聯盟，請求主持公道”。9月23日，国民政府就此事照會美國政府，希望對方「深切關懷」。1932年1月2日，蔣中正發表演講，论述对日宣戰之弊害。3月，满洲国成立。1937年7月，七七事变爆发，日本全面侵华。1941年12月7日，日本偷袭珍珠港；12月8日，美国对日本宣战，太平洋战争爆发；12月9日，國民政府对德、意、日宣战，加入同盟國。1943年，中美英三国联合发布開羅宣言，要求「日本所竊取於中國之領土，例如东北四省、臺灣、澎湖群島等，歸還中華民國。」第二次世界大战結束後，中華民國作為戰勝國，光復東北且接管台澎，成為迄今唯一實際同時統治台海兩岸的共和制國家。参与创建联合国并憑藉其在對日作戰中做出的貢獻，成為安全理事會五个常任理事国之一。1945年8月14日，中華民國與蘇聯簽訂《中蘇友好同盟條約》，同意：「蘇聯出兵擊敗日本後，在蘇聯尊重東北的主權、領土完整及不干涉新疆的內部事務等條件下，允許將依公正之公民投票的結果決定是否承認蒙古人民共和国」。1945年10月20日，外蒙古人民舉行公民投票，結果97%的公民贊成外蒙古独立。1946年1月5日，中华民国正式承认外蒙古独立。

## 军事

### 武装力量

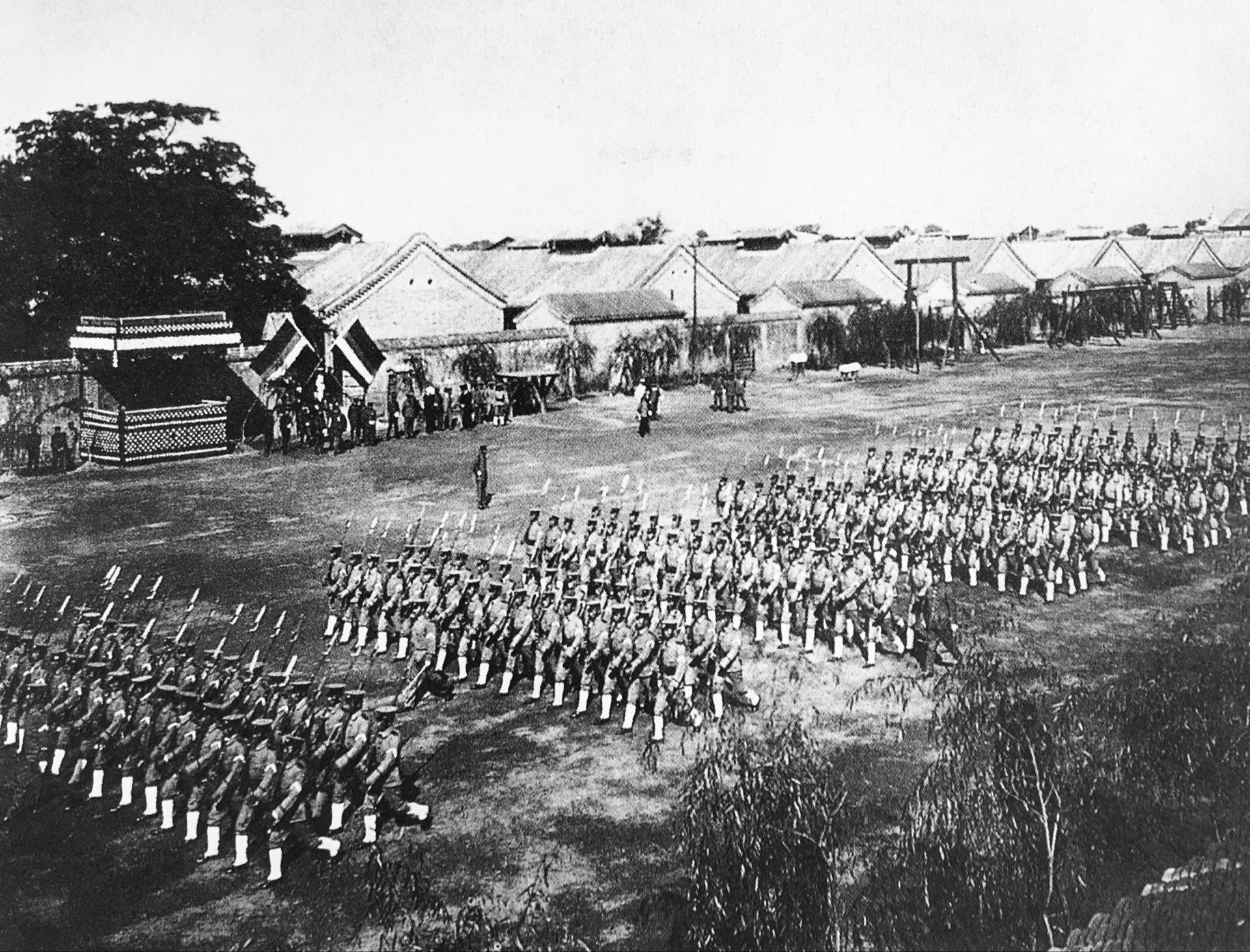
北洋軍閱兵式

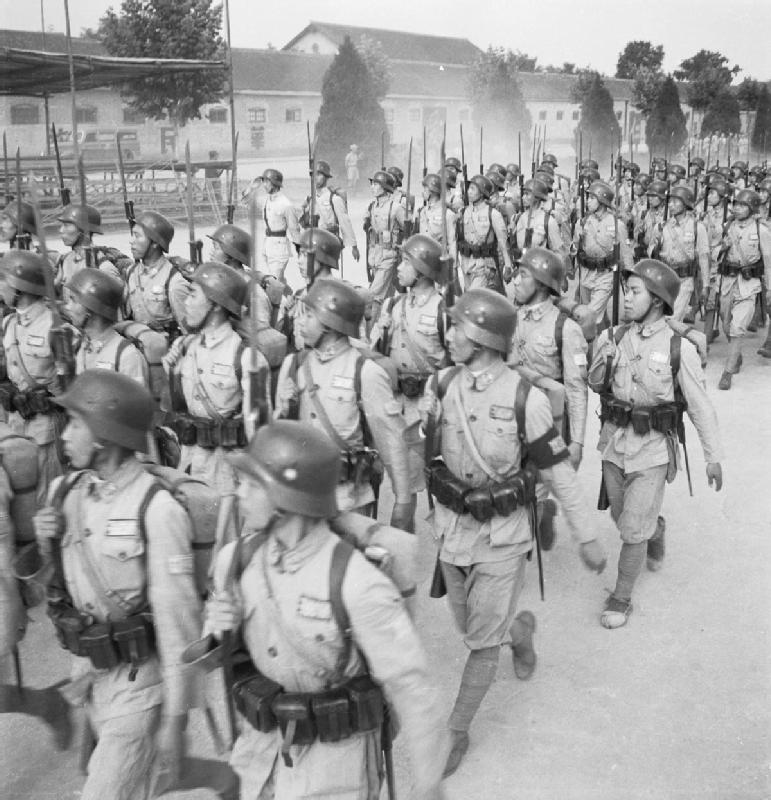
配有德式裝備的國民革命軍

民國初年，袁世凯创建的北洋軍是中華民國陸軍的主要力量。其主要將領雄霸一方，在各地建立軍閥割據，劃分勢力範圍。直到1924年，中國國民黨師法苏联共产党軍事制度創設國民革命軍，成為北伐後到行憲前的國家武装力量。與此同時，中国共产党也在國民革命軍中發展起其所領導的武裝勢力。1928年4月，朱德領導的南昌起義部隊與毛泽东領導的秋收起义的部隊在江西省井冈山會師，組成中國工農革命軍第四軍。中國工農革命軍後改稱紅軍、中国工农红军。1937年，抗日戰爭爆發後，中國工農紅軍被改編為國民革命軍第八路軍（八路军）和國民革命軍新編第四軍（新四军），成為名義上屬於國民革命軍的武裝力量。抗日戰爭結束後，因國共合作破裂而改稱「中国人民解放军」。而國民革命軍則在1947年成為「中華民國國軍」。
中華民國海軍承襲自清朝的傳統，與英国的交流較多，其次是日本。1928年，國民政府成立時，國民政府軍事委員會委員長蔣中正任命陳紹寬為海軍部部長兼總司令，初期艦隊約44艘，排水量3萬餘頓。至抗戰前夕，艦隊增至58艘，排水量5萬餘噸。1937年戰爭爆發前編成四艦隊，主要任務為掩護陸軍防守作戰。對日抗戰期間，海軍幾乎全滅，直到抗戰勝利之後接收來自日本、英國與美国的艦艇之後才逐漸擴大編制，從此之後的主要交流對象都是美國。
中華民國空軍始於1920年在廣東省番禺縣大沙头成立的航空局，當時僅有三架飛機與兩架JN-4「詹尼」教練機。1927年，國民政府定都南京，成立航空處。1928年，航空處改為航空署，轄航空隊四個隊，共有飛機24架。北伐勝利後，西方於1929年解除持續十年的對華武器禁運。1934年起，國民政府藉由軍火代理商威廉·鲍雷的協助下與美國柯蒂斯-萊特公司合作建立中央飛機製造廠，並開始引進國外零件組裝飛機。中華民國空軍建軍初期所使用的霍克II戰鬥機以及霍克III戰鬥機皆為美製產品。1937年至1941年間，苏联红军向國民政府提供大批伊-15戰鬥機、伊-16戰鬥機、SB-3轟炸機以及苏联航空志愿队參加抗日作戰。美國戰機在軍中占比曾一度下降，1941年苏联撤回援助后，國民政府又開始大量使用美製機種。此外，在抗戰結束之後，國民政府还曾接收過一批由英國設計、加拿大生產的木制蚊式轟炸機。

### 军事建设
1933年，國民政府颁布《兵役法》確立義務兵役的基本原則，但并未严格依法实行征兵。抗日战争爆发前中国军队的武器装备水平最高的是国军德械师，单兵装备制式頭盔、配备国造中正式步枪或德製1924年式标准型毛瑟步枪、国造仿制捷克ZB26式輕機槍、二四式重機槍、统一的彈鏈等装具。装备德製克魯伯 75mm 野砲或波佛斯M1930山炮、PaK 36反坦克炮以及88毫米高射炮、建制内装备师团两级的无线电通信系统。國軍德械師开赴淞沪参加对日作战时还配属德製SFH 18榴彈砲和坦克等装甲车，但在经过淞沪会战和南京保卫战后，基本损失殆尽。
保定陸軍軍官學校是中国近代军事教育史上成立最早、规模最大、学制最正规的军事学府。1912年至1923年期間，共辦九期，畢業生6300餘人，其中不少人後來成為黃埔軍校教官，并有1700余名毕业生成为將軍。中華民國陸軍軍官學校成立於1924年，是聯俄容共下的產物，北伐後遷往南京，抗日戰爭爆發後西遷四川成都，大部份大陸時期的畢業生都曾經參與北伐、抗日戰爭和国共内战等戰事。而中國共產黨則在1933年10月17日在江西瑞金沙洲壩大窩村成立中國工農紅軍大學，长征后与陕北红军军事政治学校合并为西北工农红军学校，后扩编为「中华苏维埃人民共和国西北抗日红军大学」。1937年4月，改稱中國人民抗日军政大学。
中華民國成立初期從清朝繼承幾所海軍訓練學校，但是因軍閥割據的因素彼此各擁戰艦、各自為政，到國民政府統一時派系與省籍問題互相內鬥的現象極為嚴重。抗戰的爆發某種程度上成為國民政府整肅契機，過去所有派系因主戰艦被日軍消滅，沿海領土喪失，因此海軍通通搬遷到四川，海軍訓練單位也只剩下由閩系把持的马尾海军学校。1937年至1945年马尾海军学校共毕业航海班五届、轮机班两届、造舰班一届共133名学生。
中華民國空軍培訓機構最早起源於1913年由北洋政府建立的南苑航空学校，辦學共15年，培養四期共158名飛行學員。1924年，孫中山在廣州東山創立軍事飛機學校，從黃埔軍校畢業生中遴選八人學習飛行。1929年，國民政府於南京中央陸軍軍官學校創立航空班。1932年，更名為「中央政府航空學校」，校址定於浙江杭州筧橋。抗戰爆發後遷至雲南昆明，並於1938年正式定名為「空軍軍官學校」，抗戰勝利後遷回筧橋。國共內戰國民政府失利後，遷往當時的臺灣省高雄縣岡山鎮（今高雄市岡山區）復校。

## 經濟

### 经济发展

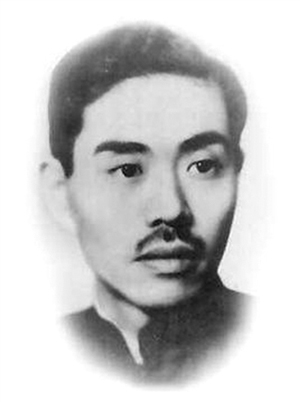
中國化學工業社創辦人方液仙

中華民國成立后，孫中山提出实业救国，不少在日本经商的侨胞聘日本工程师回国开设火柴工厂，但这些火柴工厂要靠日本技术、日本机械、日本原料来维持生产。1920年，刘鸿生在江蘇省苏州市建立鸿生火柴厂。1927年，瑞典火柴到中国倾销，鸿生火柴厂难以与“洋火”抗衡，于是联合另外两家民族企业合建了大中华火柴股份有限公司。1931年，大中华火柴公司年产火柴15万箱，成为当时全国规模最大的民族火柴企业。1933年5月，大中华火柴公司生产的国产火柴亮相芝加哥世界博覽會，高质量的火柴和富有东方文化特色的火柴盒，使很多参观者对中国火柴工业刮目相看。日本侵华后，将大中华火柴公司定为“敌产”对其实行“军管理”，大中华火柴公司被迫停工。1912年，方液仙創辦了中國第一家最具有規模的日用化工品工廠中国化学工业社，生產聞名全國的“三星蚊香”、中國第一代牙膏“三星牙膏”、“箭刀”牌洗衣肥皂等，與洋貨輕工業產品相抗衡，被譽為「國貨大王」。1940年7月25日上午，方液仙遭日偽當局特務殺害，終年47歲。
1915年，中華民國大總統袁世凯從德國、丹麦等國聘请軍事工程師，從美国康乃狄克州的軍工廠訂購製造機器设立鞏縣兵工廠。1919年（民國八年）正式投產製造，成為當時中國四大兵工廠之一。1938年，鞏縣兵工廠遭日軍飛機轟炸，製造步槍的第五廠成為廢墟，全廠停工。1921年，奉系軍閥张作霖下令設立奉天军械厂。1922年4月，奉天軍械廠改為東三省兵工廠，為當時全國規模最大的兵工廠。1931年，試製10發自动步枪成功，九一八事變後被日軍占领。1948年12月2日，瀋陽兵工廠被中国共产党軍工部接收，成為當時最大的槍枝生產中心。1919年，官商合辦龍煙鐵礦股份有限公司成立。該公司成立後，即決定在北京石景山建煉鐵廠。1922年初，石景山煉廠已設有250噸化鐵爐2座、熱風爐4座，工程80%告竣，但由于資金短缺被迫停建。1938年後，日本控制的興中公司搶占石景山煉廠，更名為「石景山制鐵所」，将其变成日軍的後方鋼鐵基地。從1919年到1949年，石景山鋼鐵廠30年僅產出生鐵28.6萬噸。
1931年至1936年間，中國工業成長率平均高達9.3%。社會經濟狀況也呈現蓬勃發展的趨勢。中國工農業產值達到民國肇建以來的最高水準。這時期電力業年平均增長9.4%；煤矿業為7%；水泥業為9.6%，鋼為40%。除此之外，农业方面以鄉村自治、合作社和平民教育為三大主體的鄉村建設，提供廣大的原物料與食物，並開始享受到市場整合的現代經濟制度。

### 金融体制

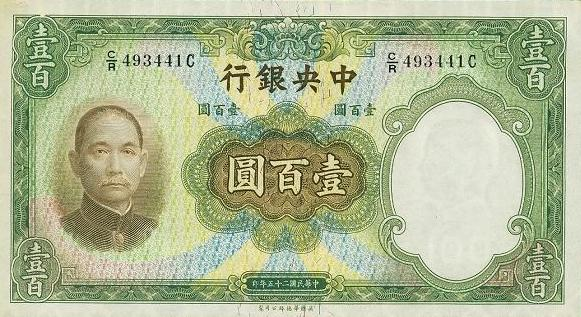
中央銀行發行的一百元法幣

中華民國政府自成立後即厲行經濟改革，統一貨幣，改革自清末以來金融貨幣制度混亂情況。1912年和1913年，財政部曾兩次設立幣制委員會，討論國家幣制的問題，但都無果而終。1914年2月7日，《國幣條例》公布，規定中國採用银本位，定銀圓為國幣。同年12月及隔年2月，先後由天津造幣總廠及江南造币厂開鑄一元新銀幣，即袁頭幣。1931年的世界经济危机影响了中国，由于英国和日本放弃金本位制，导致以白银为基础的中国货币大幅贬值，而美国政府的购买使白银大量外流:10。
1935年起由國民政府發行新的法定貨幣—法幣，結束了中國使用接近五百年的銀本位幣制。1918年，中華民國第一家证券交易所—北平证券交易所成立。1927年，國民政府定都於南京，公债的發行中心也隨之南移，北平證券交易所經營的公債失去往日的優勢，經營狀況每況愈下。抗日戰爭全面爆發以後，北平證券交易所於1939年初歇業。
國民政府大量發行法幣，使中國陷入惡性通貨膨脹。法幣的發行量自1945年的5569億元增長到1946年的8.2萬多億元，到1948年時已激增至660萬億元。1947年發行的鈔票最高面額為5萬元，到了隔年中已到了1億8千萬。1948年8月，國民政府實施貨幣政策改革，用新發行的金圓券取代原有流通的法幣。結果十個月内，金圓券的發行額就增至1千萬，貶值超過二萬倍，使大陸民眾經濟損失極巨，新疆省銀行甚至發行了面額為60億圓的紙幣。1949年7月，中華民國政府發行銀圓券取代價值已近廢紙的金圓券。銀圓券發行的同時，中国大陆政局形勢漸變。銀圓券隨著局勢，價值亦大幅貶值，最後被中國共產黨發行的人民币所取代。同時期，中華民國政府在臺灣發行的「舊臺幣」也大幅貶值，造成惡性通貨膨脹，迫使政府在1949年6月發行「新臺幣」來取代原有的「舊臺幣」，兌換比率為1比4萬。
除了法定貨幣之外，還有許多地方性貨幣僅在特定的地區流通，如：限在臺灣流通的舊臺幣、在東北九省流通的東北券、在藏区流通的藏币、四川藏洋、在蘇占滿洲流通的蘇聯紅軍票等；還有由中共發行的中華蘇維埃共和國貨幣、边币、北海幣、內蒙古解放區貨幣、东北银行地方流通券、人民幣等；在日本占領區還流通著由汪精卫国民政府發行的中储券、由华北政务委员会發行的聯銀券、由蒙疆聯合自治政府發行的蒙疆券以及由满洲国發行的滿洲國圓等。

### 基础建设

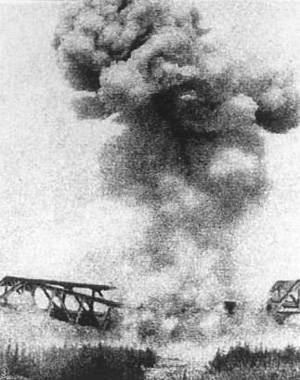
陇海铁路的一座铁路桥被日军炸毁（1938年）

1912年，中華民國建立後，孫中山出任中华民国铁道协会会长，指出“交通為實業之母，鐵道又為交通之母”，在《建國方略》中，企划了“完成鐵道十萬英里（十六萬公里）”的宏伟蓝图。北洋政府在交通部之下設「路政司」以主管全國鐵路。孫中山在辭去臨時大總統後，10月14日於上海籌辦中國鐵路總公司，督辦全國鐵路建設。國民政府的鐵路以國營為主，部分路線開放民營，由鐵道部掌管全國鐵路事務。1932年，中国颁布第一部鐵路基本法规——《铁道法》。1927年至1937年间，國民政府共修鐵路3793公里。在抗戰期間，国民政府在未被占领地区建成了1500公里铁路，在支持经济和军事上起了重要作用。1945年抗戰勝利時，全國鐵路里程數約30,190公里（包含佔領區路線）。
中国早期铁路沟通各站间的电报、电话，其传输线路皆为架空明线。民国2年（1913年），津浦线有电报线3条，采用莫尔斯式电报机。民国3年（1914年），陇海线開封至銅山间架设电线路2条，随着铁路的延伸修筑，又陆续架设运河至大浦、运河至海州间3条通信线路、海州至新浦2条、新浦至大浦1条。为适应长途电报业务的发展和减少锈蚀损坏，民国10年（1921年），沪宁线开始架设每英里150磅的2.5毫米硬铜线。民国13年，沪宁铁路南京地区开始装设磁石电话机，并与津浦铁路浦口站接通。民国24年（1926年），陇海线徐州至連雲港间共有架空线路4条，分别用于长途直达电话电报、行车调度电话和站间闭塞电话。1933年全國电话線路總長度为14,800餘公里，到1936年上升到48,000餘公里:846。
1928年，交通部擬訂全國公路計劃，以蘭州為公路中心，分全國公路為國道、省道、縣道3種，總長為41,550萬公里，預計10年完成。1928年，全國已有公路29,127公里。國民政府把公路建設列為國家經濟建設要政。1932年5月，全國經濟委員會籌備處奉命督造“蘇、浙、皖三省聯絡公路”；11月，开筑“苏浙皖贛鄂湘豫七省联络公路”；1934年10月，开筑“川黔湘鄂陝五省联络公路”。至1936年6月止，各省完成聯絡公路共計21,000餘公里，可互通公路計30,000餘公里。此外，尚有已興工路線3,900餘公里。1935年至1936年，修築西蘭公路（西安至蘭州）約700公里，西漢公路（寶雞至漢中）250餘公里、漢寧公路（漢中至七盤關）150餘公里。至1936年底，全國共有公路108,117公里，中國公路網已基本形成
。中國抗日戰爭前，國民政府修築公路8万公里，使中國經濟得以發展。

### 科学技术
1912年，中華民國建立後，由於軍閥割據，以及西方列強德國、英国、美國等在各地租界掠奪物質財富，加之1937年至1945年的日本侵華和1945年至1950年的第二次国共内战，中華民國科技發展緩慢。1912年，詹天佑發起了“中華工程師會”，總部位於廣東省廣州市，之後一直到1949年，一共有科技社團150多家。1928年，國民政府建立“中央研究院”，蔡元培擔任第一任院長，同時建立“學術評議制度”和“院士制度”，一共院士81名。同時期，“国立北平研究院”和“中國西部科學院”等地方科技學院建立，部分大學也建立研究院所。1930年，中央研究院建立物理学、化學、工程学、地质学、天文學等研究所，為往後的中華民國的科技奠定堅實基礎。
中華民國科技在数学领域达到国际水平，杰出的数学家有：陈建功、苏步青、华罗庚等。在物理学领域有近代中国物理学的先驱和开山人是吴有训，是公认的首位对世界现代科学做出重大贡献的华人科学家。而化学界的代表人物是侯德榜，他使得当时中华民国的制碱技术领先世界。1926年，他制作出亚洲第一批“碳酸钠”，以“红三角”作为商标，在美国費城世界博覽會、瑞士国际商品展览会等夺得金奖。1939年，侯德榜又发明“联合制碱法”，把“纯碱厂”和“合成氨厂”联合，制作出“纯碱”和“氯化铵”，这种方法被誉为“侯氏制碱法”。竺可桢是中国气象学方面的先驱，创建中国现代气象学。李四光是中国地质学界的代表，他留学日本，曾学习造船，造船需要钢，他又到英国学习地质学来寻找铁矿，他主要研究地质现象的本质、地壳结构和构造规律，1920年代提出“地质力学”理论，从而在各地发现石油资源，否定西方科学家所谓“中国贫油论”。建筑学方面，茅以升设计和建造钱塘江大桥，这是中国历史上第一座公路、铁路双层大桥。梁思成、林徽因两位建筑学家对“中国建筑民族传统风格”的继承和发展有着连接作用。

## 社会

### 人口
据统计：1913年，中国人口为4.32亿；1928年为4.75亿；1939年为5.18亿；1947年为4.57亿；1948年为4.61亿。其中在1911至1936年间，中国人口从4.1亿增长到4.6亿，年均增長率达到1.03%。尽管抗日戰爭时期又一次导致人口下降，但1949年底仍达5.4亿。
从民国时期开始，中国人口模式发生从传统时代高出生率、高死亡率、低增長率，到现代发展中国家高出生率、低死亡率、高增长率的转变，而产生这种转变的原因是民国时期经济社会和医疗的进步。但是民国时期的战乱导致社会抵御灾害的能力下降，天灾人祸造成人口大量非自然死亡。

### 民族
1905年8月，中国同盟会成立后曾以“驱除韃虜，恢复中华”为革命纲领。12月，孫中山在《民报》创刊周年庆祝大会演说中不提“驱除鞑虏”，专述“民族主義”，还对民族复仇论进行批判。孫中山於三民主義中提倡將漢、滿、蒙、回、藏五族歸成一個「中华民族」。1911年，辛亥革命之後，由於中華民國政府以「五族共和」與「民族融合」的口號宣传，以及諸多學者的提倡，使得「中華民族」廣為人知。作为国旗的五色旗上的五种颜色，分别代表汉族（紅）、满族（黃）、中国蒙古族（藍）、回族（白）和藏族（黑）。其中回族泛指穆斯林民族，如汉语穆斯林，也包括新疆维吾尔族等。

### 教育

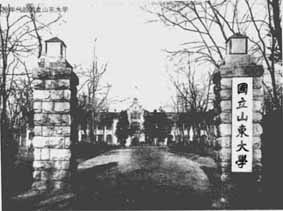
建于青島的國立山東大學校门

1912年，中華民國臨時政府成立后，蔡元培任教育总长，开始对学制系统进行改革。陆续颁布《学校系统令》、《小学校令》、《中学校令》、《专门学校令》、《大学令》、《师范教育令》、《实业学校令》等法令，最终由北洋政府合併为一个完整学制系统，称为壬子癸丑学制。分為初等教育（共七年）、中等教育（共四年）和高等教育（大學為六或七年、專門學校為四年）三个阶段，缩短学习年限、小学男女同校、废除两性差别。1922年11月，北洋政府頒行「壬戌学制」（也称「六三三制」），標誌著中國現代教育體系的確立。北洋政府時期，政府模仿日本制度，設立大量的專門學校及單科大學。國民政府北伐後，美国制度成為主流。民國初年，在華教會學校達六千所，在校學生三十萬名。后来由于民族主義高漲，中国掀起抵制西方教會學校的運動。國民政府成立後，西方教會學校須向教育部註冊，並不得強行開設宗教課程、強制宗教信仰及礼拜。至1948年時，除內外蒙古、黑龍江、寧夏、河北、青海、西藏、新疆之外，其他省市皆有一所國立綜合大學。1931年，日本發動九一八事變成立满洲国后，实行日本化教育：教师大部分是日本人，用日语授课；中小学每天早上须向新京作「满洲帝宫遥拜」，再向东京方向作「日本天皇陛下遥拜」；学生同时须以日语背诵皇帝诏书《国民训》；体育课使用的教材最初全部照搬日本，称为「满洲体育教授参考书」。直到1944年，文教部制定统一的教材《学校体育科教授要目》。
由于西方人认为文字体系的发展必须经由表词文字到音節文字再到字母文字的阶段，「文字发展三段论（形意文字→意音文字→拼音文字）」这套文字进化理论主宰西方学术界。中國的象形文字被认为停留於原始的進化的初階，不能適合現代人的需要，是中国文化发展的障碍。钱玄同与鲁迅、陈独秀一致认为中华文化已成僵死之物，想保种救国，非废灭汉文及中国历史。1918年，錢玄同在《新青年》4卷4期上發表《中國今後的文字問題》一文說：廢孔學，不可不先廢漢文；欲驅除一般人之幼稚的、野蠻的、頑固的思想，尤不可不先廢漢文。1923年，錢玄同又在《國語月刊》第一卷《漢字改革專號》上發表〈漢字革命〉長文：「我敢大膽宣言：漢字不革命，則教育決不能普及，國語決不能統一，國語的文學決不能發展，全世界的人們公有的新道理、新學問、新知識決不能很便利、很自由地用國語寫出。何以故？因漢字難識、難記、難寫故；因僵死的漢字不足以表示活潑潑的國語故；因漢字不是表示語音的利器故；因有漢字作梗，則新學、新理的原字難以輸入於國語故」。1918年，教育部公布第一套法定的37个民族字母形式的注音字母方案，特点是采用符号表示聲調。这虽然不是一种直接的拉丁化方案，但用符号表示声调的方法却延续到汉语拼音方案。1928年，教育部公布第一套法定的拉丁化拼音方案—國語羅馬字（简称国罗），特点是用字母的拼法来表示汉语的声调。1935年，教育部公布「第一批简体字表」，共324字。不過，此次簡化卻引起軒然大波，時任考試院院長戴季陶尤為反對。1936年2月，教育部奉行政院命令，訓令「簡體字應暫緩推行」。

### 体育

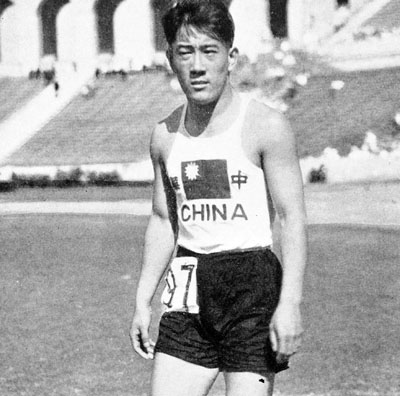
劉長春参加1932年洛杉矶奧運會

「中華全國體育協進會」於1924年8月24日成立，1931年被國際奧委會承認為中國奧林匹克委員會。1932年夏季奥林匹克运动会，東北短跑健將刘长春拒绝代表满洲国而代表中华民国参加比赛，这是中華民國首次參與夏季奥林匹克运动会。1936年夏季奥林匹克运动会，中華民國正式組織大規模的代表團前往德國柏林參加篮球、足球、游泳、田径、举重、拳击、自行車等7個項目的比賽，由於當時中國整體體育實力尚不足，並未在運動場上取得名次。1948年夏季奥林匹克运动会，中國代表團由王正廷任總領隊，參加籃球、足球、田徑、游泳和自行車等5個項目的比賽。

### 传媒
辛亥革命后，随着專制制度的倒台，中国的民办报刊进入一个兴旺的发展时期。1913年，全国大大小小的报馆达五百多家，言论的自由度更是相当发达。1913年，宋教仁被暗杀後，新闻界的深入報導令北洋政府頗為不滿。于是，袁世凯对全国报业进行查禁和整顿，造成大量記者被害、被捕，报业萧条。因时逢农历癸丑年，故在新闻史上被称为「癸丑报灾」。
1941年，太平洋战争爆发前，先后在重慶发行过刊物的民营报社、通讯社即达二百多家。除中国共产党的《新华日报》、《群众周刊》以外，还有《国民公报》、《时事新报》、《西南日报》以及无计其数的杂志和期刊，不但在经济、民生问题上可以畅所欲言，就是在政治上也不受限制。甚至在1946年下半年，第二次国共内战爆发后，由于国共和谈仍在名义上进行，国民黨政府仍然允许《新华日报》在国统区发行。1946年9月1日，创刊于上海的《觀察》是宣傳所謂「第三条道路」的代表性刊物，但在1948年12月24日被中華民國政府查封，標誌著近代中國民主人士希望在中國實行所謂「第三條道路」的徹底破滅。

### 社运
中国近代史上的社会运动多由“中国民族主义”情绪引起，民国时期重要的政治运动有1919年5月4日以青年學生為主的五四运动抗议北洋政府的外交软弱，當時最著名的口號之一是「外爭主權 內除國賊」。1925年5月30日，青島、上海等地爆发抗議日本棉紗廠非法開除及毆打工人的五卅運動，后遭到開槍鎮壓，当场死亡13人。1926年3月18日，國民黨與共產黨在京兆地方共同發動反帝国主义运动，要求廢除所有不平等条约，被北洋政府武力鎮壓:370。1935年12月9日，由中共通过“北平学联”发动一二·九运动，要求“停止内战 一致抗日”。1946年2月，爆发中國學生抗議苏联侵犯中國主權的反苏运动等。
民国时期的改革运动有1926年由知识分子發起的一個改造中國戲劇的國劇運動，要發展具有中國民族特色的戲劇。以及1934年至1949年中華民國政府推出公民教育運動，提倡紀律、品德、秩序、整潔等。教導人們禮義廉恥，不要隨地吐痰、隨地丟垃圾，養成整潔習慣等。

### 灾害
自民國成立以来至1937年，至少有15年時間發生水、旱等災荒。此外，在1919年、1926年、1932年还曾爆发过大规模的霍乱流行，属于全球性的“第六次霍乱大流行”。
| 事件                  | 灾况（死亡人数）               |
| --------------------- | ------------------------------ |
| 1912年中国台风        | 5—22萬人                       |
| 1918年南澳大地震      | 0.1萬人                        |
| 1920—1921年华北大旱灾 | 50萬人                         |
| 1920年海原大地震      | 23.4—27.3萬人                  |
| 1921年湖南饥荒        | 1萬多人                        |
| 1921年宫家决口        | 1萬多人                        |
| 1921年江淮大水        | 死亡2.5萬人，受灾人口766万余人 |
| 1922年汕頭颱風        | 6—10萬人                       |
| 1923年炉霍—道孚地震   | 0.48萬人                       |
| 1925年大理地震        | 0.5萬人                        |
| 1927年古浪大地震      | 4.15萬人                       |
| 1928—1930年年馑       | 100萬人                        |
| 1931年江淮水災        | 40—400萬人，受灾人口5127万人   |
| 1931年富蕴地震        | 1萬多人                        |
| 1932年昌马地震        | 7萬人                          |
| 1933年疊溪大地震      | 1萬多人                        |
| 1935年长江洪水        | 14.5萬人                       |
| 1937年菏泽地震        | 0.33萬人                       |
| 1938年文夕大火        | 3萬多人（可辨認遺體）          |
| 1938年花園口決堤      | 近90萬人                       |
| 1939年天津水災        | 1.33萬人                       |
| 1941年重庆隧道惨案    | 0.2—0.3萬人                    |
| 1942年本溪湖煤矿爆炸  | 0.3萬人                        |
| 1941—1943年河南饥荒   | 28.8—148.5萬人                 |

## 文化

### 思想
清王朝的覆灭和民国的兴起推动了中国民族主义的发展，对中国社会的关注取代了对封建帝王的忠诚。与此同时，白话文学、乡土文学、大众媒体、知识分子辩论和群众动员的思想变得愈发重要。:9
民国初年兴起的新文化运动对中华文化影响深远，它標誌著中國知识分子顛覆中国中心主义、否認自身的文化價值、認同西方文化以及民主共和制，走向歐洲中心主義，中國傳統文化受到西學前所未有的挑戰。在新文化運動的影响下，以陈独秀为代表的激进派提倡民主與科学，批判傳統文化、傳播马克思主义思想；以胡適為代表的溫和派則反對馬克思主義、支持白話文運動、主張以实用主义代替儒家學說。此外，同时期的孔教运动与新儒家等思想亦有不小影响。1912年初，中華民國頒布一系列禁止缠足、廢除跪拜禮、停止學校讀經教育等文化改革政令。

### 文學
1910年代後期，由作家及學者發起一場文學與语文的改革運動，反对文言文、提倡白話文。胡適在1917年1月號的《新青年》發表〈文學改良芻議〉，提出八項主張：一曰須言之有物，二曰不摹仿古人，三曰須講求文法，四曰不作無病呻吟，五曰務去爛調套語，六曰不用典，七曰不講對仗，八曰不避俗字俗語，并認為：「白話文學之為中国文学之正宗，又為將來文學必用之利器，可斷言也。」。新文學運動徹底批判封建文學，開創一代新文學。促成文学研究会、创造社等新文學團體的產生，湧現一大批傑出的小說家、劇作家、詩人、雜文家。
1942年5月，毛泽东在陝西延安文藝座談會上发表講話。提倡文藝介入政治、為工农兵服務，对后来文艺的发展产生深远的影响。1940年代，延安时期文学的代表作有赵树理的《小二黑结婚》、丁玲的《太阳照在桑干河上》、周立波的《暴风骤雨》、贺敬之和丁毅的《白毛女》等。

### 艺术

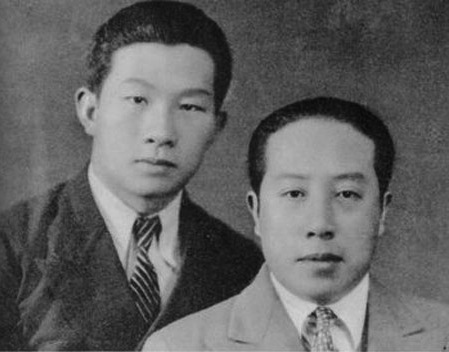
聶耳（左）、田漢（右），1933年攝於上海市

民国时期是一个艺术大家辈出的时代，中華民國早期的音乐主要是放映抗擊日本侵略者的題材，如田汉、聂耳的《义勇军进行曲》、冼星海的《黄河大合唱》等。民国早期的著名水墨画畫家徐悲鸿擅长画马，画技融合中西；齐白石则融合传统水墨画和民间绘画，擅长画虾、花、鸟、鱼等。
1920年代和1940年代，共有18部国产影片走向世界。其中1934年由著名导演蔡楚生拍摄的故事片《渔光曲》，在莫斯科举行的国际电影节上获奖，这是中国第一部在国际上获奖的故事片。1930年代，中国的电影明星有胡蝶、阮玲玉、金焰、陈燕燕、王人美、高占非、黎灼灼、陳玉梅、郑君里、黎莉莉等。

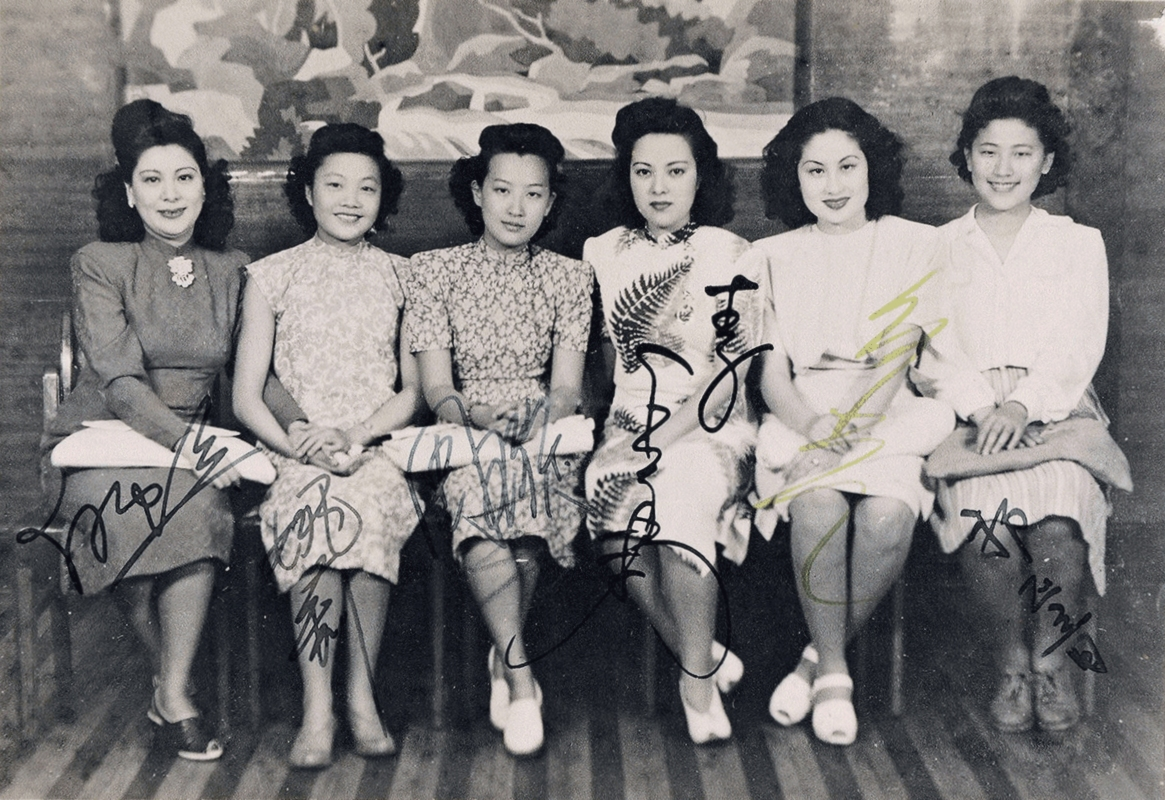
身着旗袍的白虹、姚莉、周璇、李香蘭、白光和祁正音合照

中國传统戲劇都以唱為本位，因此演戲多稱為「唱戲」，看戲則稱為「聽戲」，几乎等于歌剧。直到20世紀初，中國才有话剧出現，并于1928年由洪深、田漢、欧阳予倩等人共同確立「話劇」的名稱。

### 饮食文化
1920年代初，旗袍迅速流行。各地饮食文化融合创新。以挂炉烤鸭为代表的北京菜实际上是由鲁菜、市肆菜、谭家菜、清真菜和宮廷菜五種風味的菜餚融合而成。上海饮食则根据当地口味对粤菜、川菜加以改良，形成「海派粤菜」、「海派川菜」。此外，西餐也在大都市流行。1930年代末，上海有各种西餐廳近百家。到1940年代末，约有店、摊上千家，分英、美、法、俄、日、德、義等式。

### 历法与节日
1912年1月1日，中華民國成立後廢除清朝「宣統」年號，以「民國」作為國家纪年。這種紀年方式以西元1912年中華民國成立為元年，與西元相差1911年，月、日、置閏則同格里曆。北洋政府随后确立了一些国家纪念日，如1月1日中華民國開國紀念日、4月8日國會开幕纪念日、5月9日國恥日、4月5日植树节、10月10日國慶纪念日、12月25日雲南起義纪念日等。但由于陰阳历并行，这些新纪念日主要是上层官厅、学校来纪念，在民间社会中并无太多表示。
1949年10月1日，中华人民共和国成立後，大陸地區停用民國紀年，只使用「西元」表示年份。而中華民國政府控制的臺灣地區则沿用民國紀年至今。民國紀年為全世界現存連續不間斷使用第一長之單一國家紀年法—超越蘭芳共和國於1777年到1884年的紀年法（蘭芳元年到蘭芳一百零八年）。中華民國成立後，在漢族傳統節日之外，還設立一些有紀念意義的社會活動日。
| 日期     | 节日                             | 缘由 |
| -------- | -------------------------------- | --- |
| 1月1日   | 新年                             | 中華民國成立後，孫中山為了「行夏正，所以順農時；從西曆，所以便統計」，改稱農曆正月初一為春節，公曆1月1日為新年「元旦」。 |
| 3月5日   | 童軍節                           | 由於中國國民黨第二屆中央執行委員會於1926年3月5日創辦中國童子軍總會。因此在1935年，委員會再次議決將每年3月5日定為「童軍節」。                                                                                                  |
| 3月25日  | 美術節                           | 1940年5月，中華美術學會舉行第一屆美術年會，會中決定向教育部申請，將每年的3月3日訂為「美術節」。三年後，教育部批准這項決議，不過卻將美術節訂在3月25日。                                                                        |
| 3月29日  | 青年節                           | 1943年3月29日，中國國民黨三民主義青年團召開第一次全國代表大會，大会認為1911年4月27日的廣州黃花崗起義比1919年5月4日的五四运动意义更重大。因此，大會定每年3月29日為「青年節」。1948年，總統蔣中正公布該日為「革命先烈紀念日」。 |
| 4月4日   | 兒童節                           | 1931年，孔祥熙发起建立的中华慈幼协济会提议，将4月4日定为「儿童节」，以重視兒童權利、反對虐殺兒童。 |
| 8月14日  | 空軍節                           | 1940年，國民政府為了紀念八一四空战，決定將每年8月14日定為「空軍節」。 |
| 8月27日  | 孔子誕辰日                       | 1939年，國民政府定西曆8月27日為孔誕紀念日。1952年，行政院將孔子誕辰紀念日改為9月28日。然而江晓原等人认为此日期仍然是错误的。                                                                                                  |
| 9月1日   | 記者節                           | 1933年9月1日，國民政府頒布《保護新聞工作人員及維護輿論機關》命令。1934年8月，杭州市記者公會向全國新聞界建議以9月1日為「記者節」，得到全国的认同。                                                                             |
| 9月3日   | 第二次世界大战对日战争胜利纪念日 | 國民政府规定自9月3日（日本簽訂降伏文書翌日）为「抗日戰爭勝利紀念日」，该节日于1955年改为「軍人節」。 |
| 10月10日 | 國慶日                           | 1912年9月28日，北京臨時政府臨時參議院通過決議，將1911年武昌起义的爆發日—陽曆10月10日，定為中華民國的「國慶日」。 |
| 10月25日 | 光復節                           | 1946年8月，臺灣省行政長官公署頒布命令，訂10月25日為「臺灣光復節」，簡稱「光復節」。 |

### 中醫

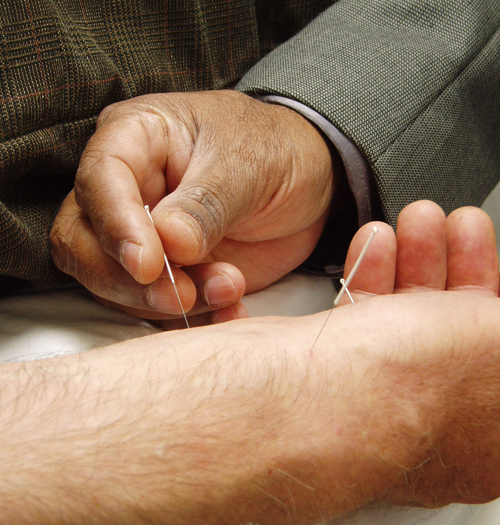
中医针灸

中医学是中國的传统医学，有數千年的歷史。1920年代，一些有海外游历经验的人士，如余雲岫、鲁迅、孫中山、胡適、梁启超、嚴復、丁文江、陈独秀等倡导废除中医。他们认为中医学和现代医学相比较糟粕太多、缺乏科学依据、不是科学或甚至是伪科学，多半认为中医确切地应该属于方術范畴。其中鲁迅在《吶喊》自序中的「中医不过是一种有意的或无意的骗子」一句最为著名。1933年，在讨论《中医条例》（草案）时，行政院院長汪精卫说：「中医言阴阳五行，不懂解剖，在科学上实无根据；至国药全无分析，治病效能渺茫」，主张「凡属中医应一律不许开业，全国中药店也应限令歇业。以现在提倡国医，等于用刀剑去挡坦克車。」。
然而，每次廢除中醫運動，都有人强烈反对。20世纪上半叶，主张废除中医者往往出自民族改造主义；而反对废除中医的人，则焦灼于药理医理方面。20世纪下半叶以后，支持废除中医者往往焦灼于药理药效；而反对废除中医者则爱举民族主義大旗。至今为止这两派的争论还在继续。